# Abtei Marienstatt
Die Abtei Marienstatt (lateinisch Abbatia Loci Sanctae Mariæ) ist ein Zisterzienserkloster und Wallfahrtsort in der Ortsgemeinde Streithausen, Westerwaldkreis, Rheinland-Pfalz. Sie liegt in einem Tal vier Kilometer von Hachenburg entfernt direkt an der Nister.
Der Klosterort Marienstatt umfasst die Abtei selbst, eine frühgotische Basilika mit der größten Orgel im Westerwald, eine Bibliothek, ein Brauhaus mit Restaurant, eine Buch- und Kunsthandlung, ein Gästehaus und ein Gymnasium in privater Trägerschaft (das Private Gymnasium Marienstatt), das altsprachlich orientiert arbeitet.

## Geschichte

### Gründung in Neunkhausen

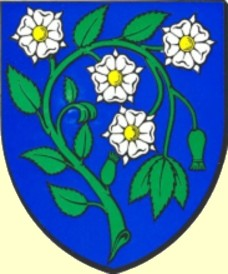

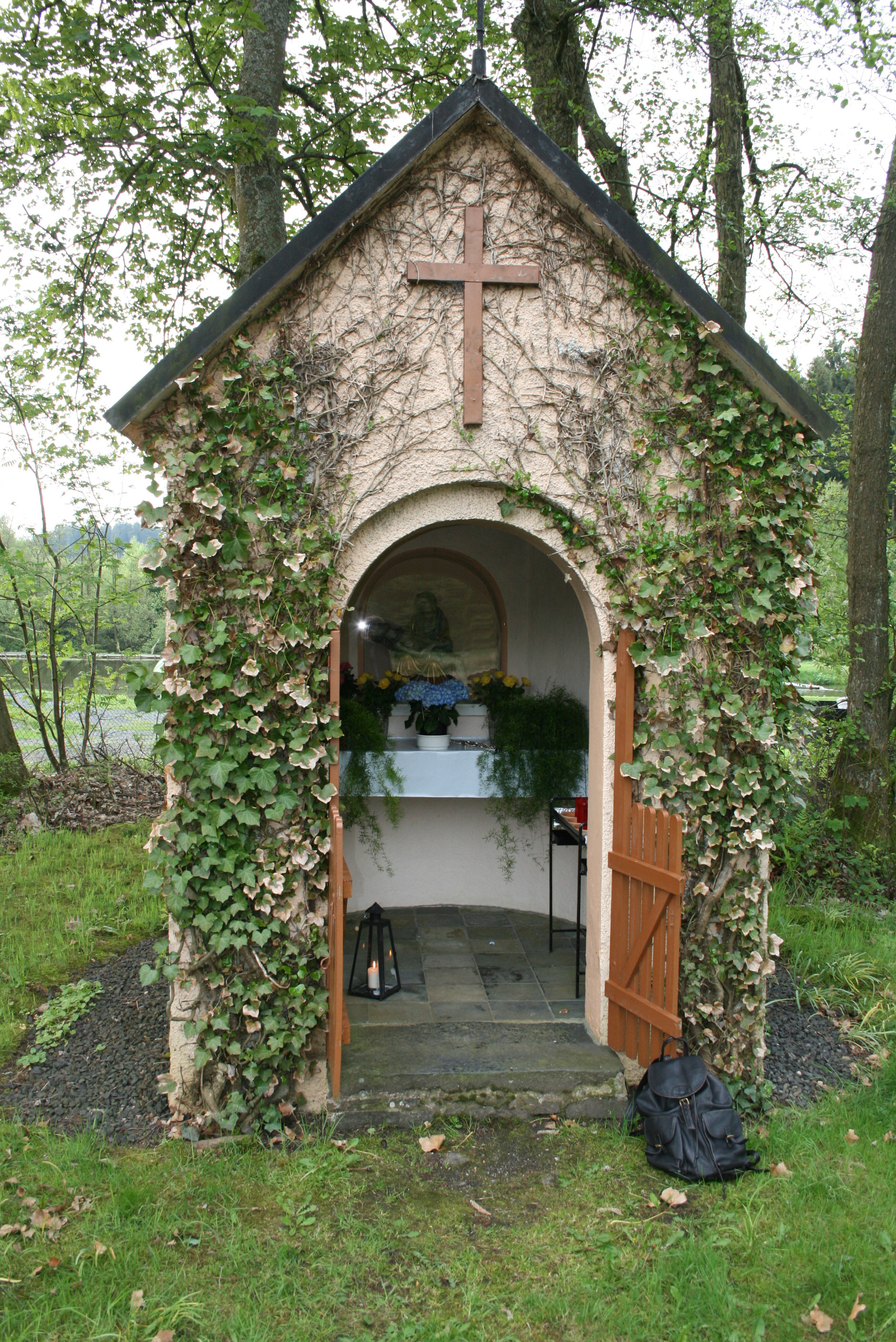
Am Alterklosterhof erinnert eine kleine Kapelle an den ersten Gründungsort des Klosters

Die Abtei Marienstatt steht über ihr Mutterkloster Heisterbach im Siebengebirge (gegründet 1198) sowie über dessen Mutterkloster Himmerod, das 1134 von Clairvaux aus gegründet wurde, in direkter Nachfolge des Gründungsklosters der Zisterzienser, der Abtei Cîteaux.
1212 wurde das Kloster – begünstigt durch eine Güterschenkung des kurkölnischen Burggrafen Eberhard von Aremberg und seiner Gemahlin Adelheid von Molsberg – gegründet. Vermutlich begannen noch im gleichen oder im folgenden Jahr die Bauarbeiten am Ursprungsstandort im heutigen Neunkhausen. Denn als der Trierer Erzbischof Dietrich 1215 die Klostergründung bestätigte, müssen entsprechend den zisterziensischen Regeln bereits die wichtigsten Klostergebäude vorhanden gewesen sein. Am Bernhardsfest 1215 zog der Gründungskonvent unter Abt Hermann von Marienstatt aus Heisterbach aus.

### Umzug an die Nister
Weil die Schenkung unmittelbar nach der Klostergründung von den Erben der inzwischen gestorbenen Gräfin angefochten wurde und die Landwirtschaft wegen des rauen Klimas und des kargen Bodens am Standort des Klosters schwierig war, beantragte Abt Hermann bereits 1220 die Umsiedlung des Klosters. Im gleichen Jahr wurde das Thema auf dem Generalkapitel des Ordens in Citeaux behandelt. Die Äbte von Heisterbach und Altenberg erhielten den Auftrag, den Antrag Marienstatts zu überprüfen und unabhängig darüber zu befinden. Vermutlich nahmen sie Verhandlungen mit Graf Heinrich III. von Sayn und seiner Frau Mechthild von Landsberg auf. Am 27. Februar 1222 schenkte das Paar der kleinen Klostergemeinschaft schließlich die Grundherrschaft Nistria im Tal der Nister und eine Weinrente in Metternich bei Koblenz. Die Landeshoheit über das Kirchspiel Kirburg blieb ebenfalls in Händen des Klosters.
Die „Marienstatter Tafeln“ von 1324, die sich heute im Rheinischen Landesmuseum (Bonn) befinden, berichten über den Ortswechsel: Demnach wollten die Mönche zurück nach Heisterbach, Abt Hermann von Marienstatt aber hielt an seinem Vorhaben fest, im Westerwald ein Zisterzienserkloster zu gründen. Der Abt gebot den Mitbrüdern drei Tage zu beten. Im Krankenbett liegend erlebte der Abt in der dritten Nacht eine Vision:

„Die Gottesmutter Maria ist Abt Hermann im Traum erschienen und hat ihn auf einen mitten im Winter blühenden Weißdornstrauch als neuen Klosterstandort hingewiesen.“

Damit verbunden ist die Namensgebung „locus Sanctae Mariae“ – Stätte Mariens: Marienstatt. Zur Erinnerung an diese wundersame Begebenheit nahm die Abtei einen blühenden Weißdornzweig in ihr Wappen auf. Noch heute befindet sich ein Ableger jenes Dornbuschs zwischen Klostergebäude und Basilika-Allee in unmittelbarer Nähe zur Josefsfigur.

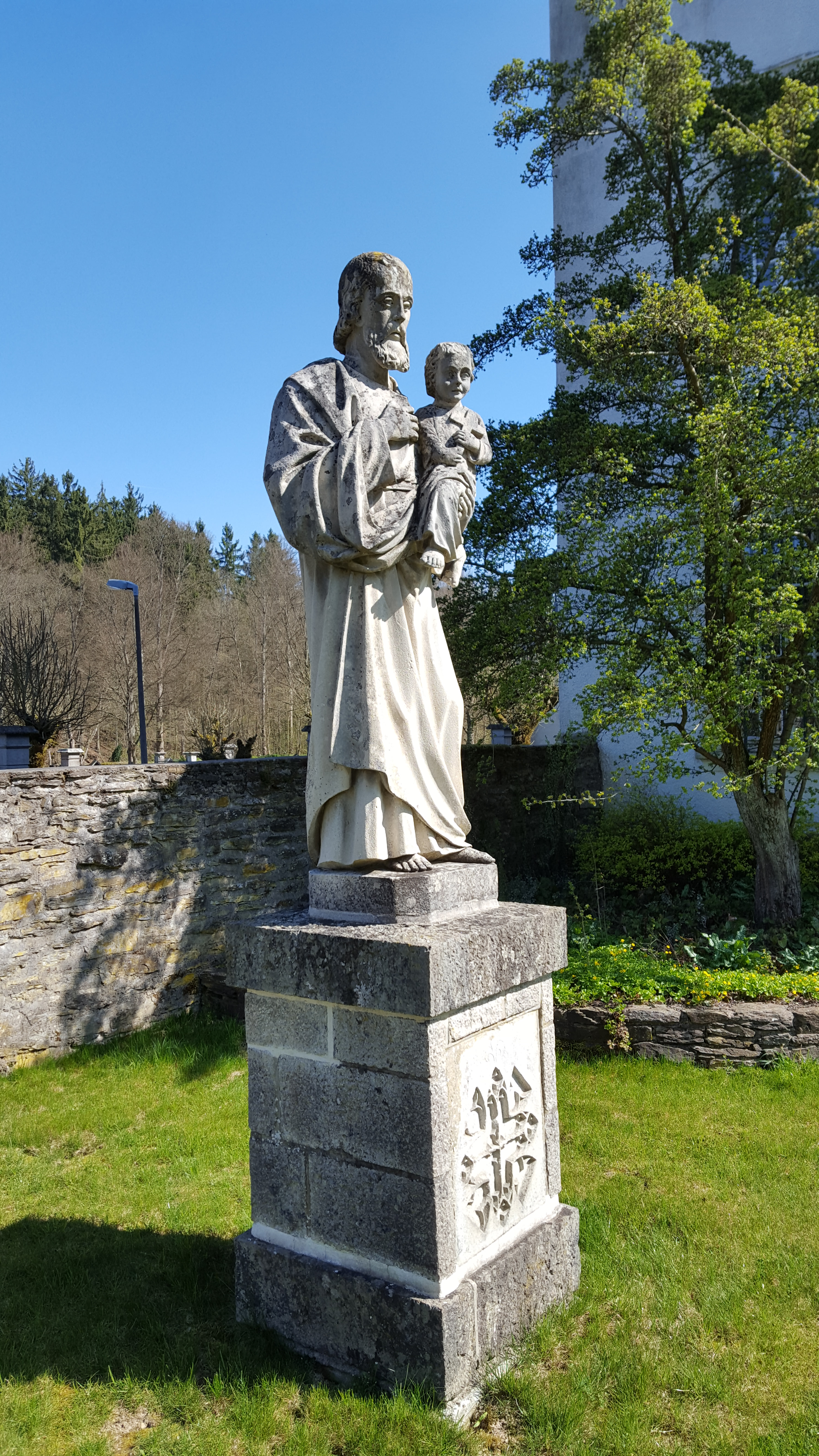
Josefsfigur mit dem Ableger des Dornbuschs der Gründungsgeschichte

Schon früh stand Marienstatt unter dem Schutz der römischen Kurie: 1219 stellte Papst Honorius III. ein Schutzprivileg aus, es folgten weitere in den Jahren 1225, 1226 und 1227. Papst Honorius sprach zudem am 7. März 1225 dem Kloster die Freiheit von bischöflichen materiellen Forderungen zu, am 5. Mai 1225 bestätigte der Papst die Besitzungen im heutigen Klostertal und am 12. Juli 1225 stärkte der Papst die juristische Position des Abts und des Priors. Auch spätere Päpste stärkten Marienstatt, so Papst Alexander IV. und Papst Johannes XXI., der 1276 alle früher erteilten Privilegien stützte und das Kloster von weltlichen Steuern befreite.
Mit der ersten Kirchweihe am Fest des Apostels Johannes (27. Dezember 1227) unter dem dritten Abt Conrad siedelte die Gemeinschaft endgültig an den heutigen Platz um. Die Verlegung hatte einen Bistumswechsel zur Folge, das Kloster unterstand fortan dem Kölner Erzbischof: Das abgebende Bistum Trier und sein Bischof Dietrich II von Trier verloren damit einen wichtigen Pfeiler ihrer Macht. Der Wechsel vom Kirchspiel Kirburg (Dekanat Haiger, Bistum Trier) ins Kirchspiel Kroppach (Dekanat Siegburg, Erzbistum Köln) bedeutete hingegen für das Kölner Erzbistum eine Stärkung des weit östlich von der Bistumsstadt Köln gelegenen Sprengels. Unter Abt Kuno wurde die Kirche ab 1243 weiter ausgebaut. Am 27. Dezember 1324, unter Abt Wigand von Greifenstein, wurde der erweiterte Bau vom Kölner Erzbischof Heinrich II. von Virneburg erneut eingesegnet. Damit waren die Erweiterungsarbeiten aber nicht abgeschlossen. Anhand von Bauuntersuchungen lässt sich eine weitere Ausbauphase bis etwa 1425 nachweisen. Nachdem 1476 auch Laien der Besuch der Klosterkirche gestattet worden war, wurde 1485 der Grundstein für den bis heute wichtigsten Marienstatter Wallfahrtstag am Oktavtag des Fronleichnamsfestes gelegt. Zum Kirchweihfest der Klosterkirche muss bereits zu dieser Zeit ein Jahrmarkt bestanden haben, dessen Zoll Graf Gerhard von Sayn 1479 dem Kloster verlieh.
Im Jahr 1272 schenkte ein Kuno von Weilburg, genannt „von Dorchheim“, der Abtei Marienstatt verschiedene Rechte in Dorchheim. Die Abtei richtete in der folgenden Zeit eine eigenständige Kellerei ein und erwarb planmäßig weitere Besitzungen im Elbbachtal. Allein in der Gemarkung Dorchheim umfasste der Besitz über 200 Morgen Land. Ebenfalls erlangte die Abtei das Kirchenpatronat über die dortige St.-Nikolaus-Kapelle. Dieser Besitz erlosch erst mit der Säkularisation der Abtei.

### Blüte, Niedergang und erneute Blüte nach dem Dreißigjährigen Krieg
Die eifrige Bautätigkeit und das zunehmende Wallfahrtswesen verdeutlichen die Blüte der Abtei im Spätmittelalter, die durch die Pest 1490, als die Mönche kurzfristig Marienstatt verließen, und gelegentliche Streitereien mit den Grafen von Sayn, die die Landeshoheit über die Abtei beanspruchten, unterbrochen wurde.
Ab 1561 führten die Grafen von Sayn die Reformation in ihren Territorien ein und entzogen dem Kloster die Landeshoheit sowohl über das Kirchspiel Kirburg als auch über das Nistertal. Auch in den folgenden Jahrzehnten kam es immer wieder zu Auseinandersetzungen zwischen den Sayner Grafen und den Zisterziensern.
Im Dreißigjährigen Krieg wurde die Abtei am 3. Oktober 1633 zum schwedischen Krongut erklärt, die Mönche wurden vertrieben und die Anlage geplündert. Nach dem Abzug der Schweden kehrten die Zisterzienser wieder zurück, jedoch stand das Kloster kurz vor der Auflösung. 1637 bewohnten nur Abt Johannes Wittig, ein Mönch und zwei Novizen Marienstatt.
Nach dem Dreißigjährigen Krieg begann aber eine neue Blüte, die mit reger Bautätigkeit einherging. Zu der Zeit entstanden auch die heutigen Klosterbauten mit Ausnahme der Kirche. Auch wirtschaftlich blühte Marienstatt auf. So wurde 1659 unter Abt Johannes Pflüger das Kloster Michaelstein im Harz Marienstatt untergeordnet, wodurch Pflüger die Pontifikalien erhielt. Unter Abt Benedikt Bach erhielt die Kirche ihre barocke Ausstattung, von der heute noch die drei Marmoraltäre im südlichen Seitenschiff sowie die Weihwasserbecken im Eingangsbereich erhalten sind. Zudem führte er umfangreiche Bau- und Renovierungsmaßnahmen in der Abtei und den Klosterhöfen durch. 1735 bis 1751 wurden unter Abt Petrus Emons die alten Klostergebäude abgerissen und durch neue barocke Anlagen ersetzt. 1754 folgte ein Pfortenhaus im gleichen Stil. 1777 wurde das Zisterzienserpriorat Bottenbroich Marienstatt unterstellt.
In den Koalitionskriegen diente Marienstatt 1794/1795 und 1796/1797 als Lazarett. 636 Soldaten liegen in dem damals angelegten Friedhof begraben. In den folgenden Jahren kam es zu mehrfachen Plünderungen durch französische Truppen. Zeitweilig verließen die Mönche das Kloster.

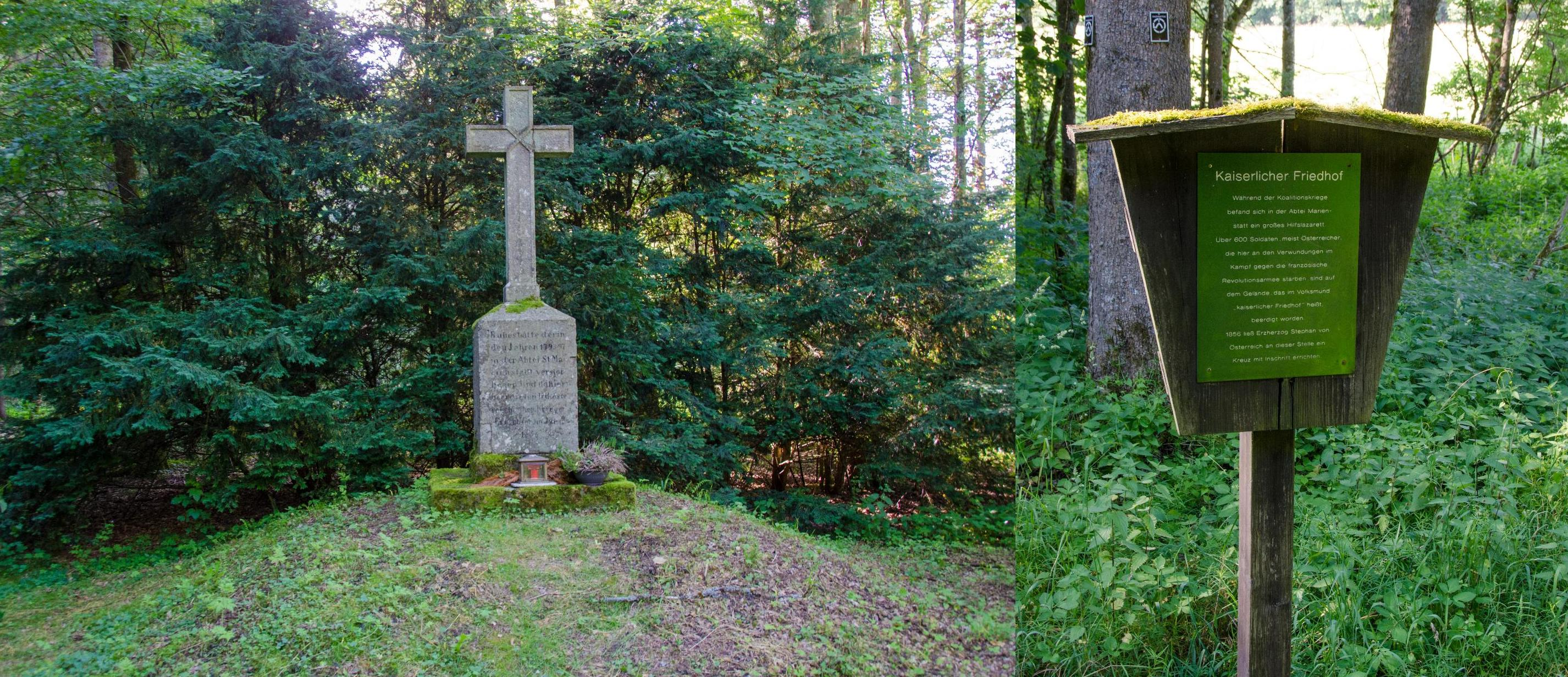
Kaiserlicher Friedhof

### Die Besitzungen des Klosters Marienstatt im Neuwieder Umfeld
Eine erste Nachricht der Marienstatter Klosterleute (Zisterzienser) über ihre Aktivitäten in der Grafschaft Wied liegt aus dem Jahre 1253 vor, als Burggraf Johann von Hammerstein und seine Ehefrau Hildegund dem Kloster Marienstatt Güter zu Gönnersdorf (Cunresdorf) zubrachten.
Als der Ritter Gerlach von Stebach (Stedebach) mit dem Willen seiner Erben dem Kloster Rommersdorf (heute in der Stadt Neuwied gelegen) und dem Kloster Sayn (Sayn, heute Stadtteil von Bendorf) im Jahre 1282 seine Güter zuwandte, waren darunter nicht nur die des Ganarus von Leutesdorf (Ludinsdorp) und des Heinrich von Wollendorf (Woluindorp), sondern es wurde auch zugleich gesagt, dass die Hälfte seiner zu Heimbach liegenden Güter darin eingeschlossen wäre. Auch in Engers (heute Stadtteil von Neuwied) hatte der Genannte einige Güter inne, wo Elisabeth von Engers ein Haus mit Garten besaß. Es war Damarus von Horchheim (heute Stadtteil von Koblenz), der sich am 27. August 1285 testamentarisch festlegte, der im Dorf Vallendar, zu Dierdorf und auch in Heimbach etliche Güter besaß. Deren Erlös war teilweise zur Unterstützung u. a. auch der Reklusen zu Heimbach bestimmt. Am 7. August 1332 trifft man Dietrich von Heimbach als Zeuge bei der Ausstellung einer Urkunde.
Im Ausstrahlungsfeld der Güter des Klosterhofes zu Metternich (heute Stadtteil von Koblenz) wurden 1456 die dazugehörigen Liegenschaften genannt. Die Marienstatter Klosterleute nutzten einige Güter bei Engers, und zwar in der Marke, die „Yn deme Melme“ genannt wurden. Gerhart Plick hatte damals diese Güter in Pacht genommen. Er wohnte in Cunoengers. Diese Felder waren aus dem Hof zu Mülhofen herausgenommen. Die Hofleute hießen Henne Roiffer von Cunoengers, Ludwig von Weis (Wisse) und Henne Roille von Cunoengers sowie Arnolt Westerburg.
Einen Weingarten, die Katze genannt, bekamen aus der Hand des Philip Vaics die Mönche des Klosters Sayn. Der Hofmann zu Mühlhofen, Arnt genannt, sowie die Weinkaufleute Surgin von Kaltenengers (Kaldenengerß) und Godart von Reul (Ril, Roil) bezeugten den rechtlichen Vorgang. Johann von Heimbach erhielt dabei ein Drieschland, bezeugt von dem Keller Ludwig von Heimbach.
Im Neuwieder Raum konzentrierten sich die Marienstatter Besitzungen in und um Engers. Giso von Molsberg und seine Ehefrau Sophie sowie dessen Bruder Gerlach legten am 22. November 1292 dar, dass der Burggraf Eberhard von Aremberg (Arberch) bei der Gründung des Klosters Marienstatt auch Güter, die im isenburgischen Eigentum waren, dem genannten Kloster zugebracht hatte. Diese zu Engers ausgestellte Urkunde wird wohl von bleibender Bedeutung gewesen sein. Aber diese Güter wurden nicht namentlich aufgeführt, sondern vielmehr global vorgestellt. Die Anwesenheit der Zeugen von Isenburg und des Ritters Johann von Braunsberg geben dafür ein beredtes Zeugnis. Es siegelte auch Sophie von der Neuerburg, eine Walpodin.
Das Kloster konnte sich auch im Neuwieder Becken der Zollfreiheit erfreuen. Am 25. November 1315 teilte der Burgmann Meffried von Braunsberg sowie dessen Ehefrau Gertrud mit, dass sie den eigentümlichen Weingarten „zo Hoir“ mit Gütern zu Heddesdorf (Heydenstorf) mit Hofreite, Häusern, Weingärten, Äckern von dem Kloster auf dem Wege eines Tausches erhielten, ausgenommen war nur das Feldstück „in dem Wydische“. Der Heddesdorfer Schultheiß Heynfried war Zeuge dieses Tausches gewesen. Somit gab es fortan zu Heddesdorf den Braunsberger Hof, während die Marienstatter Klosterleute auf den Raum um Gönnersdorf und Feldkirchen verwiesen wurden. Wilhelm von Braunsberg wusste am 20. März 1335 zu berichten, dass der Schultheiß von Feldkirchen, Greuse genannt, auf Bitten des Johann von Miesenheim (heute Stadtteil von Andernach) den Weingarten „Langenberg“ verkauft hätte. Dieser Weinberg läge innerhalb des Gerichts von Feldkirchen. Die Zeugen kamen damals aus Gönnersdorf, Fahr und von dem Hof (houe).
Der Klosterhof Mühlhofen (Mollhoeben) geriet am 20. September 1485 wiederum in das Blickfeld, als Roil Henn, ein Engerser Bürger, dem Marienstatter Abt Friedrich tauschweise einige Stücke Land vermachte, nämlich: uff dem Stein, Kirchstucke, uff der Stemmen wiesen. Das Kloster trat die in der Engerser Marke befindlichen Güter an Roil Henn ab: auf der straßen, auff dem artlandt, baußen dem graben, uff der Affenet. Die Schöffen des Engerser Gerichts Claß und Henne Helffs sowie Heintze Schneider bezeugten diese Abmachung.
Bedeutsam wurde die Übertragung, die Arnold von Dernbach, ein Isenburger Burgmann, und seine Frau Phye (Sofie) am 31. Mai 1376 vornahmen. Sie vermachten zu dieser Zeit ihre Gülte dem Kloster Marienstatt. Besonders zu Hüllenberg bestimmten die Klosterleute den Gang der Geschichte.
Wilhelm Hoylgin und sein Sohn Heinrich nutzten 1448 den Weingarten „uff Reinhelden“, den sie gegen den Weingarten Langenberg tauschten.

### Säkularisation und Gewerbepläne
Am 19. Oktober 1802 wurde die Abtei im Zuge der Säkularisation aufgehoben und dem Grafen Wilhelm von Nassau-Weilburg zugesprochen. 1803 verließen die letzten Mönche das Tal. In der Kirche fanden weiter katholische Gottesdienste statt, was 1831 von der nassauischen Regierung auch offiziell gestattet wurde. Anfang 1806 ließ sich eine Manufaktur für kleine Eisenwaren im ehemaligen Schlachthaus und in der Schneidmühle des Klosters nieder, die 1811 wieder schloss. 1809 begannen in weiten Teilen der Klosteranlage Umbauarbeiten zum Einrichten einer Wollweberei und -walkerei mit angeschlossenem Verlagssystem durch die Gebrüder Lorsbach aus Hachenburg. Um 1815 schloss auch dieser Betrieb. Ab diesem Zeitpunkt standen außer der Kirche sämtliche Gebäude leer und wurden schließlich an eine englisch-deutsche Bergwerksgesellschaft verkauft, die dort ihre Verwaltung unterbringen wollte. 1831 wurde die Klosterkirche zur Pfarrkirche der neu eingerichteten Pfarrei Marienstatt, was sie vor dem Abbruch bewahrte. 1842 kaufte das Herzogtum Nassau die Anlagen in einem sehr schlechten Zustand für 19.500 Gulden zurück. Ein Plan zur Einrichtung eines Arbeitshauses wurde nicht umgesetzt und die Abtei stand weiter leer. Am 18. Mai 1864 verkaufte das Herzogtum Marienstatt für 20.900 Gulden an den Limburger Bischof Peter Josef Blum, der dort eine Rettungsanstalt für verwahrloste Jungen einrichtete.
In der Folge dieser Entscheidung kam es zu einer erbitterten Auseinandersetzung in der nassauischen Ständeversammlung. Kurz zuvor hatten bei der Wahl am 25. November 1863 die Liberalen eine breite Mehrheit in der zweiten Kammer der nassauischen Ständeversammlung erzielt. Das aufgestellte Wahlprogramm forderte unter anderem, dass die Privilegien, die der katholischen Kirche zugestanden worden waren, auch für andere Glaubensgemeinschaften gelten sollten. Am 9. Juni 1864 beantragten die Liberalen in der Ständeversammlung, dass der Verkauf nicht vollzogen würde. Sie argumentierten damit, dass Gebäude sowie zugehöriger Grundbesitz weitaus wertvoller als der erzielte Versteigerungserlös seien und dass die Ständeversammlung bei Veräußerungen von Landeseigentum im größeren Umfang ein Mitspracherecht habe. Letzteres bestritten die Regierungsvertreter und betonten den sozialen Zweck der Einrichtung, der höher zu bewerten sei als eine eventuell mögliche gewerbliche Nutzung. Im weiteren Verlauf der Debatte, die sich über mehrere Sitzungen hinzog, kam es außerdem zu Wortgefechten zwischen pro- und antiklerikalen Abgeordneten. Letztere missbilligten grundsätzlich, dass der katholischen Kirche eine Aufsicht über Kinder zugestanden werden sollte. Letztlich wurde der Verkauf trotz der parlamentarischen Auseinandersetzung nicht rückgängig gemacht.

### Neues kirchliches Leben

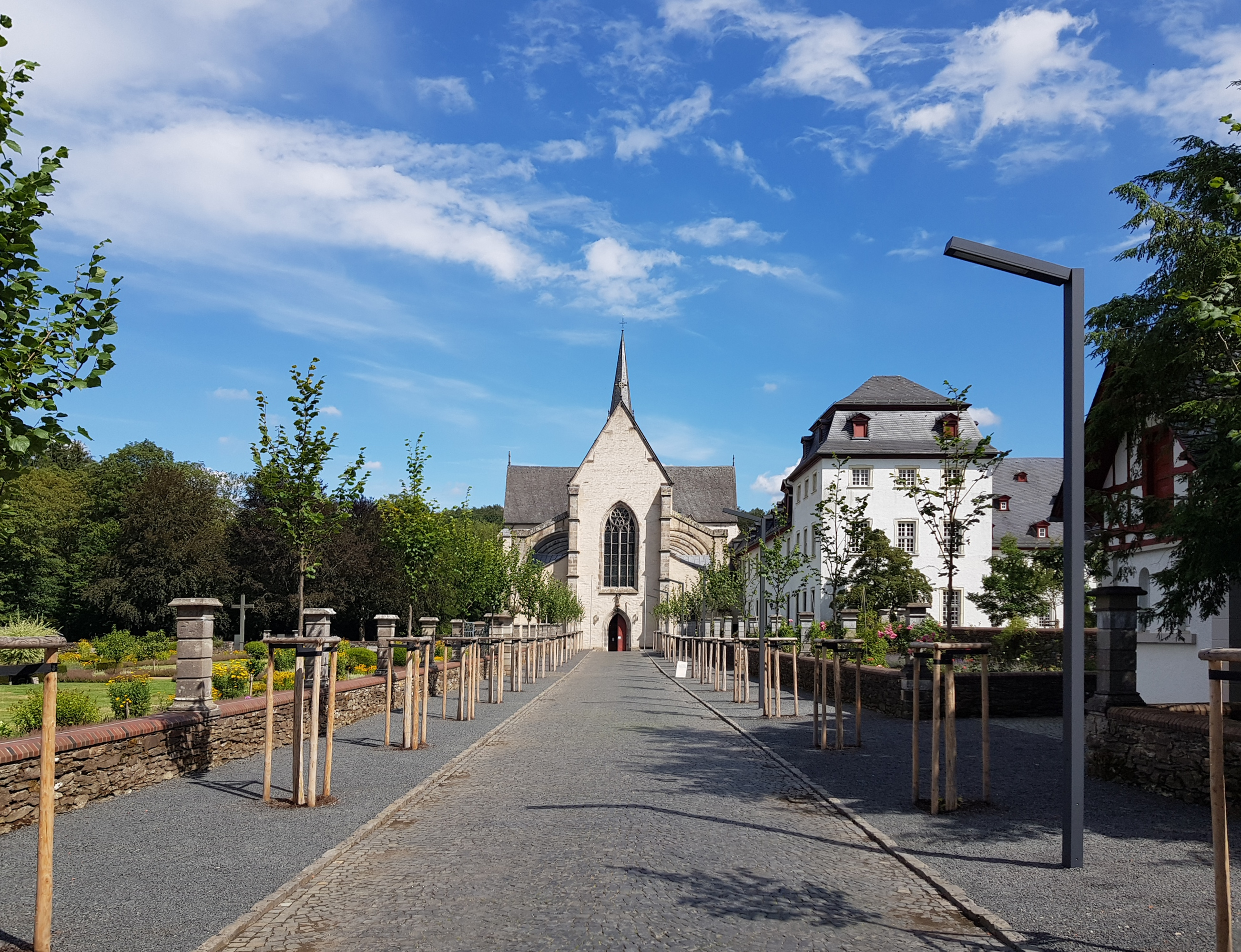
Marienstatter Basilika-Allee

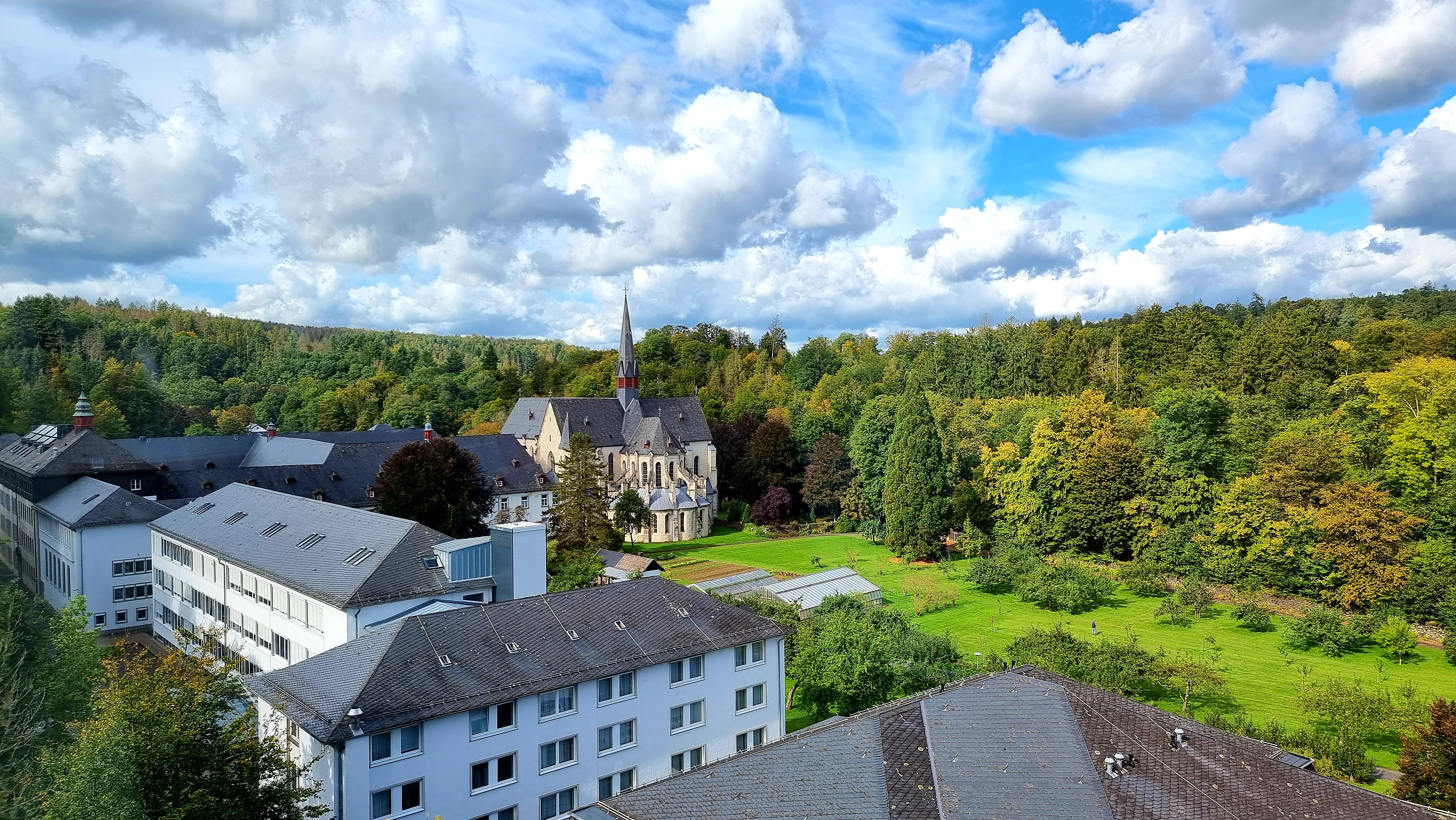
Das Klostertal mit Basilika in der Bildmitte, Schule und Gästehaus (Querbau im Vordergrund)

Mit der Leitung der Diözesan-Rettungsanstalt für verwahrloste Jungen wurden die Väter vom Heiligen Geist (Spiritaner) betraut. Als dieser Orden während des Kulturkampfes 1873 ausgewiesen wurde, arbeiteten hier ab Oktober 1873 bis zum Februar 1876 sowie von August 1883 bis Mai 1889 Schwestern der Gemeinschaft Arme Dienstmägde Jesu Christi unter Leitung von Weltpriestern des Bistums Limburg. Im Mai 1884 wurde Prälat Matthäus Müller als Leiter und Direktor der Rettungsanstalt berufen. Unter seiner Leitung vollzog sich 1889 ihre Verlegung nach Marienhausen (Aulhausen).
Die Abtei wurde von Mönchen der Bodenseeabtei Wettingen-Mehrerau vom Bistum zurückgekauft und unter Leitung des Abts und späteren Limburger Bischofs Dominikus Willi wieder besiedelt. Am 30. August 1888 war Marienstatt offiziell wieder Abtei und gehörte ab diesem Zeitpunkt zur Mehrerauer Kongregation.
1909 wurde unter Abt Konrad II. Kolb eine neue Bibliothek erbaut und 1910 eine Oblatenschule für die Ausbildung des Ordensnachwuchses eröffnet. Die angehenden Mönche lebten in einem Wohnheim, erster Präfekt war Pater Adelgott Caviezel.. Im Ersten Weltkrieg beherbergte das Pfortenhaus ein Militärerholungsheim. 1922 wurden von Marienstatt aus das einstige und inzwischen säkularisierte Mutterkloster Himmerod sowie die Abtei Hardehausen erneut besiedelt.

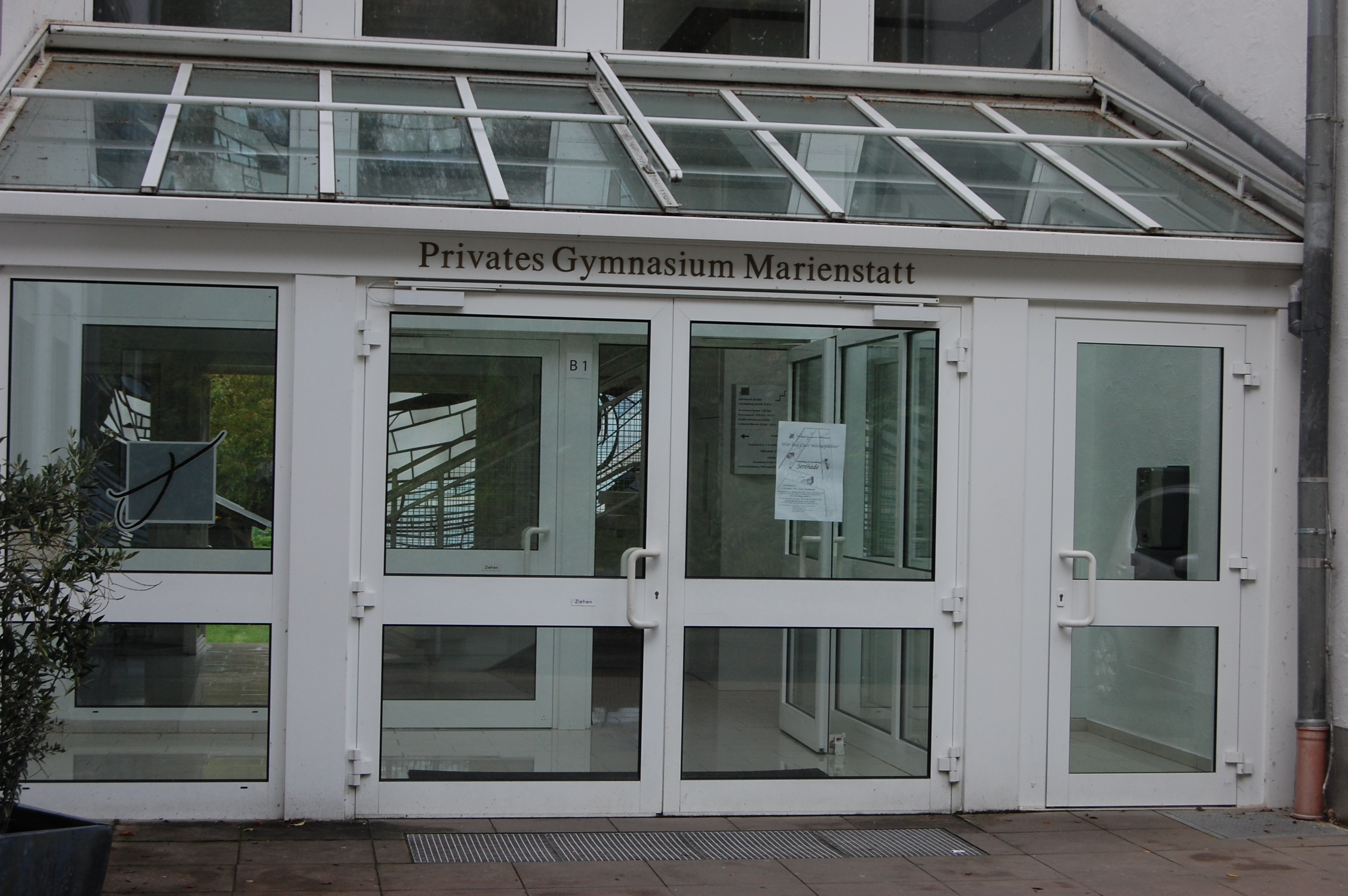
Haupteingang des Gymnasiums heute

Während der Herrschaft der Nationalsozialisten entging Marienstatt nur knapp der Aufhebung. Die Oblatenschule wurde geschlossen. Im Zweiten Weltkrieg diente die Abtei als Lazarett sowie als Standort für ein Kinderheim aus Dormagen, ein Altenheim aus Frankfurt am Main und die theologische Hochschule Sankt Georgen.
Nach dem Krieg wurde die Oblatenschule wieder geöffnet und zu einem altsprachlichen Gymnasium ausgebaut. Von 1958 bis 1962 wurde ein Schülerwohnheim errichtet, das im Laufe der späten 1960er Jahre um einen Einzelzimmertrakt ergänzt wurde. Bis zur Schließung des Internats 1982 lebten ca. 120 interne Schüler der Klassen Sexta (5) bis Oberprima (13) in Marienstatt. Das Internat wurde von Mönchen des Klosters geführt; erster Regens war Pater Leopold Bertsche (1945–1948), sein Nachfolger war Pater Stephan Reuter (1948–1972), ihm folgte bis zur Schließung des Internats Pater Theobald Rosenbauer (1972–1982). Heute befinden sich im Internatstrakt eines der Gästehäuser und im Untergeschoss schulische Räume (z. B. die Schülervertretung).
Gegenwärtig ist die Kirche und der Abtflügel im Eigentum des Landes Rheinland-Pfalz, während die Klosterbauten der Zisterzienserabtei gehören.

## Abteikirche

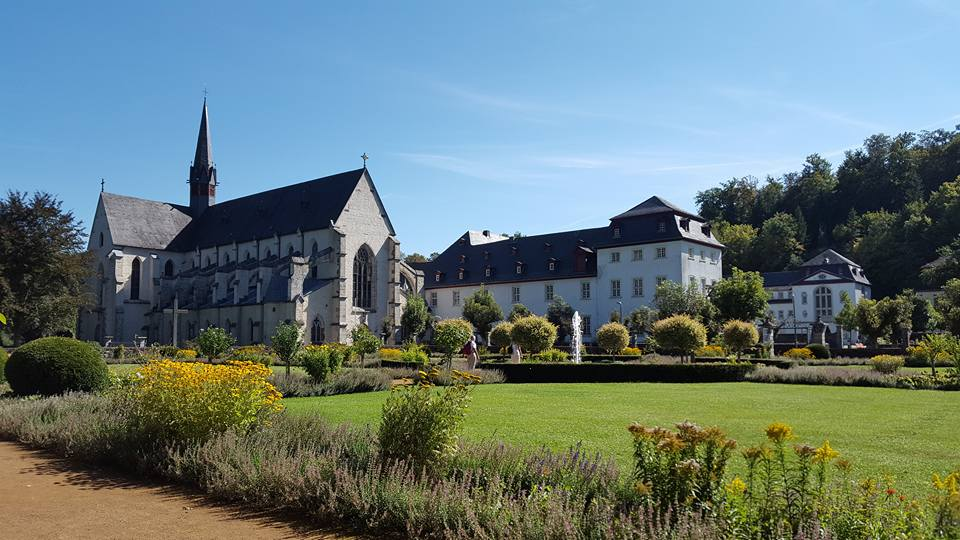
Unsere Liebe Frau von Marienstatt

Mit dem Bau der Abteikirche Unserer Lieben Frau von Marienstatt wurde 1222 begonnen, 1425 war sie vollendet. Die Klosterkirche wird in ihrer näheren Umgebung gelegentlich als die erste gotische Kirche östlich des Rheins bezeichnet. Jedoch war schon vor 1190 mit dem Umbau des Limburger Doms im gotischen Stil begonnen worden, der erste große gotisch begonnene Kirchenbau östlich des Rheins war 1209 der Magdeburger Dom. Seit 1927 trägt die Abteikirche Marienstatt den Ehrentitel Basilica minor.
Bemerkenswert ist die 1970 erbaute Orgel von Rieger Orgelbau, die größte im Westerwald.

## Die Abtei heute

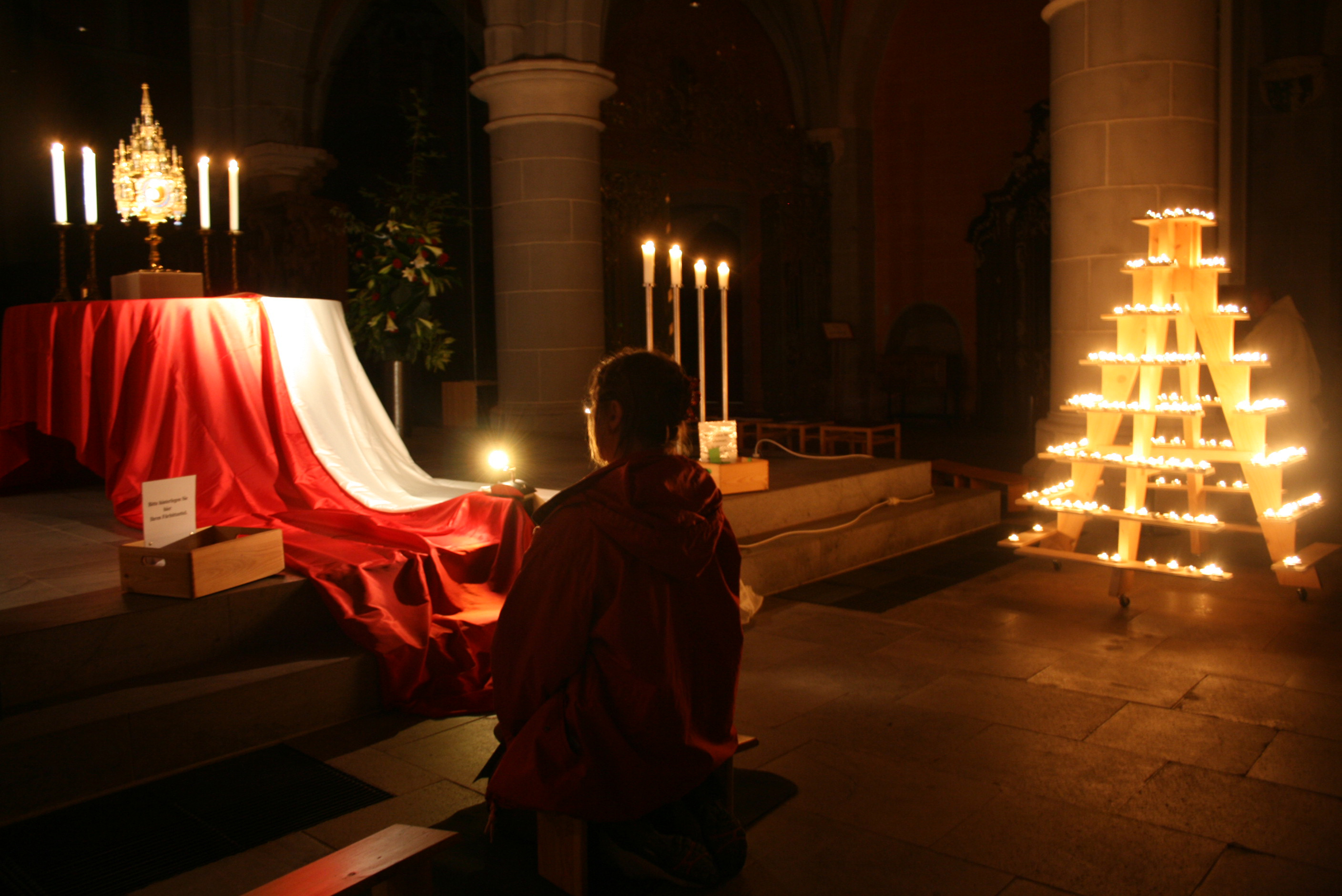
Anbetung bei Nightfever in der Abtei Marienstatt

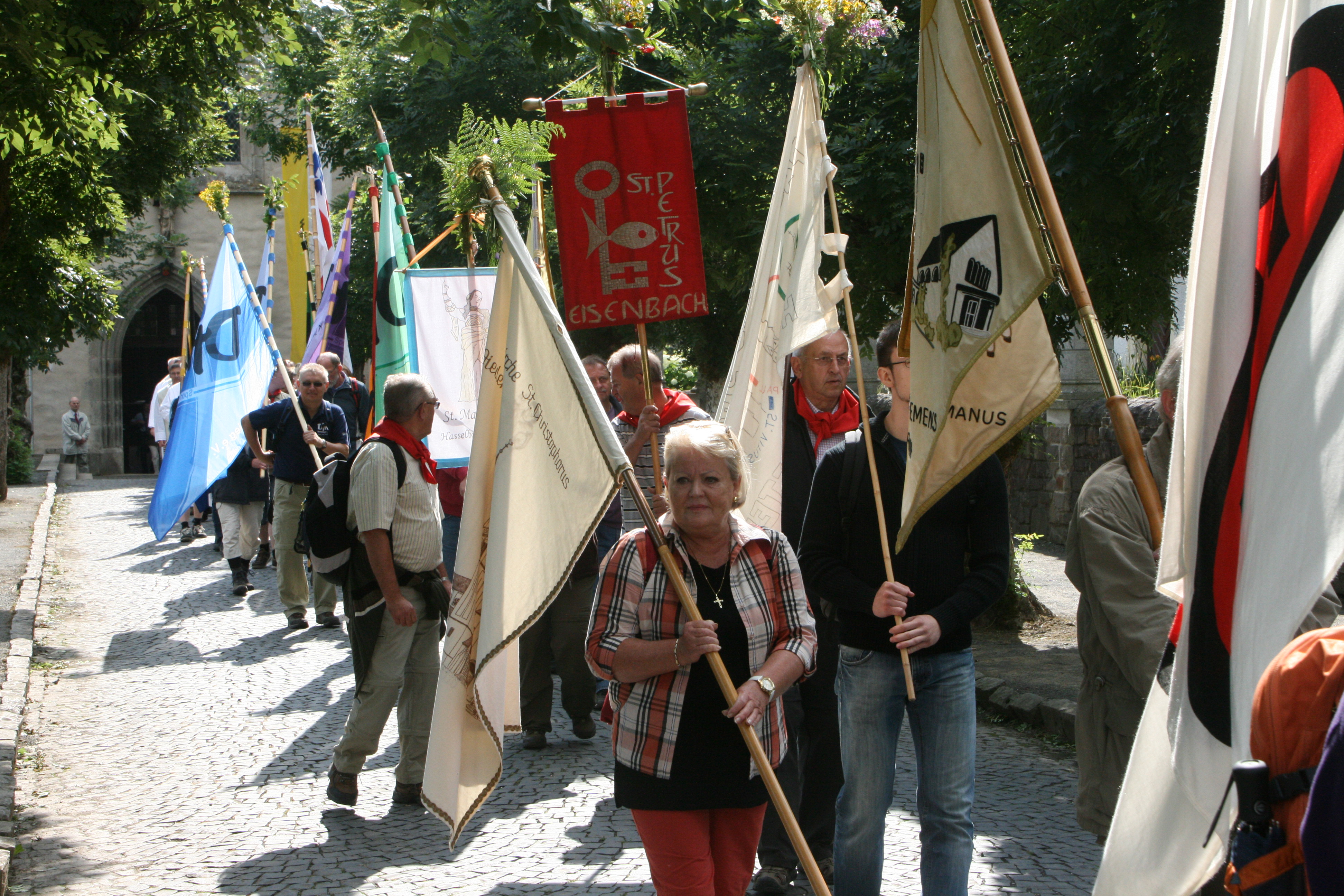
Wallfahrer mit Fahnen in Marienstatt

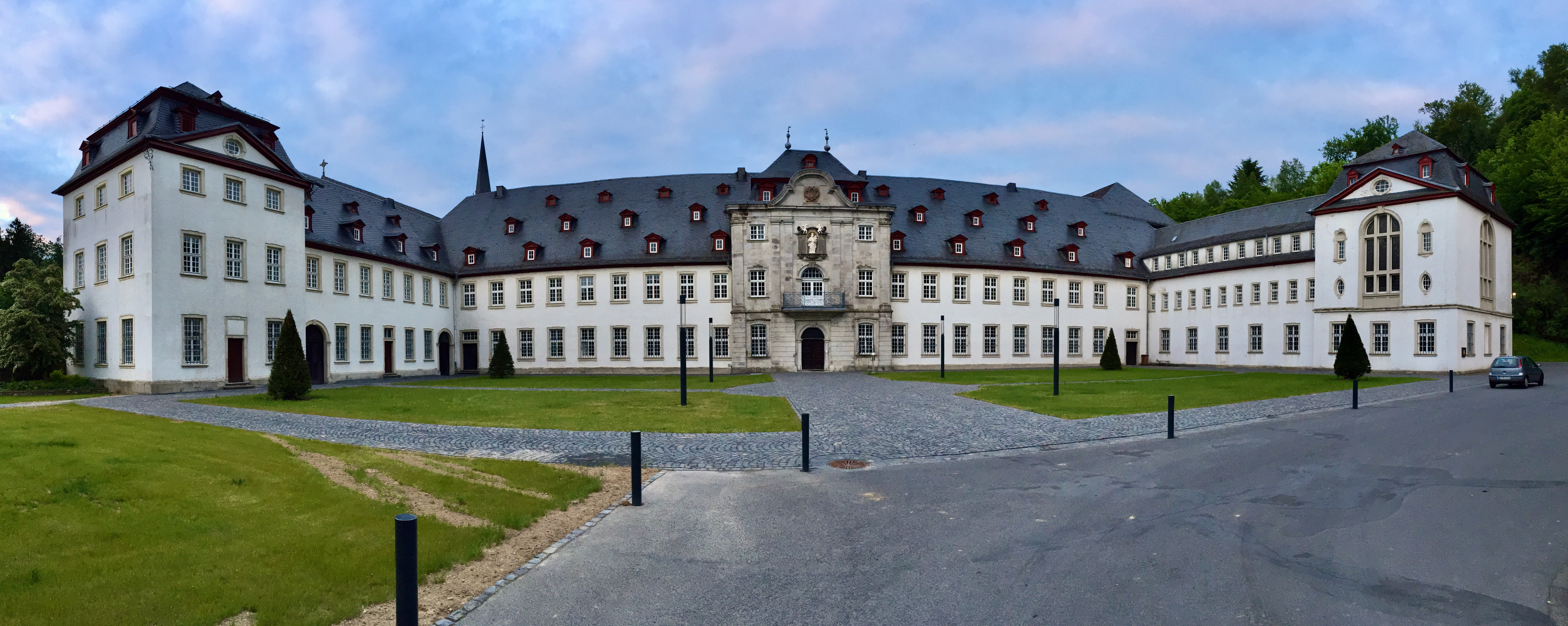
Panoramaansicht des Klostergebäudes

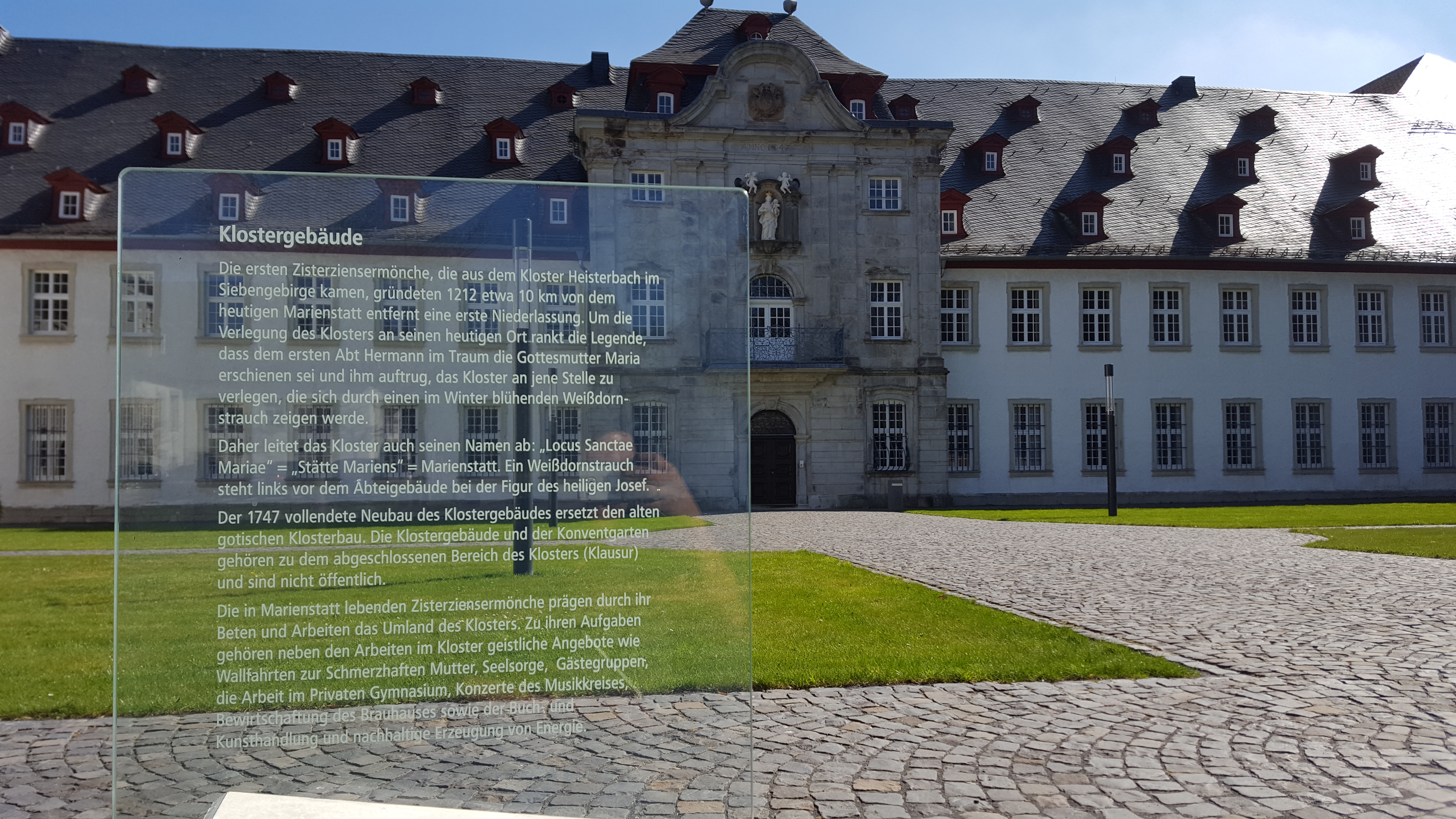
Abtei Marienstatt – Klostergebäude

Am 25. Februar 2006 wurde Andreas Range als 52. Abt von Marienstatt gewählt. Nach Vollendung des 75. Lebensjahres bat er gemäß den Statuten der Mehrerauer Kongregation um Entpflichtung vom Abtsamt und trat am 18. Juni 2022 zurück. Am 2. Juli 2022 wurde Pater Martin Pfeiffer von Abtpräses Vinzenz Wohlwend für zwei Jahre zum Administrator ernannt. Im Sommer 2023 musste Pater Martin das Amt des Prior Administrators aus gesundheitlichen Gründen abgeben, sein Nachfolger ist seit 27. Juni Pater Benedikt Michels.
Die Mönche der Abtei Marienstatt veranstalten in Kooperation mit dem Gymnasium mehrmals im Jahr Nightfever-Veranstaltungen. Dabei gestalten die Mönche, Lehrer, Schüler und Schulmusikensembles für alle offene Gebetsabende zur eucharistischen Anbetung, die als Fortführung der Vigil des Weltjugendtages 2005 entstanden sind.
2021 gehörten zur Abtei 14 Mönche, 10 von ihnen haben die Priesterweihe empfangen.
Die Abtei empfängt jährlich mehr als 10.000 Pilger. Sie betreibt mehrere erneuerbare Energiequellen wie ein Wasserkraftwerk und eine Photovoltaikanlage, wodurch sie einen Teil ihrer Einkünfte erzielt.
Neben der Pfarrseelsorge im Pastoralen Raum Hachenburg arbeiten die Mönche im Privaten Gymnasium der Abtei, im Gästebereich, in der Buch- und Kunsthandlung, im Brauhaus, im Garten, an der Klosterpforte sowie in der Klosterbibliothek und Buchbinderei.
2012 feierte die Abtei ihr 800-jähriges Jubiläum unter dem Motto „Aus Liebe zu Christus“: Gottesdienste, Wallfahrten, Konzerte, Autorenlesungen, Begegnungen mit Kunst, Literatur und Natur sowie eine Projektwoche und ein Schulfest am PGM standen auf dem Jahresprogramm.
Am 23. August 2014 wurde die Ausstellung „Expedition Bibel“ im Marienstatter Pfarrheim eröffnet.
Am 18. Januar 2015 feierten Katholiken der Pfarreien Hachenburg, Bad Marienberg, Mörlen und Nistertal die Gründung ihrer neuen Großpfarrei „St. Maria Himmelfahrt Hachenburg“. Hauptort der Großpfarrei ist die Pfarrkirche Maria Himmelfahrt Hachenburg, die anderen, ehemals eigenständigen Gemeinden bleiben Kirchorte.
Am 6. Januar 2016 wurde in Marienstatt anlässlich des außerordentlichen Heiligen Jahres die „Pforte der Barmherzigkeit“ eröffnet. Auf Wunsch von Papst Franziskus sollten weltweit Kirchen Pforten der Barmherzigkeit öffnen, damit möglichst viele Menschen die Erfahrung göttlicher Güte und Zärtlichkeit machen können. Auch Marienstatt wurde ausgewählt und eingeladen, eine solche Pforte zu öffnen. Dies geschah im Rahmen eines Pontifikalamts durch Abt Andreas Range.

### Der Geistliche Freundeskreis
Der Geistliche Freundeskreis ist eine Initiative der Mönche von Marienstatt. Es ist eine Gruppe Menschen, die sich durch die Abtei angesprochen fühlen. Das Anliegen ist eine gegenseitige geistliche Hilfe. Damit knüpfen die Marienstatter an eine alte Ordenstradition an: den Familiare und Oblaten, also „Männer und Frauen, die in enger oder loser Verbindung zu den einzelnen Klöstern stehen und diese auf verschiedene Weise, besonders im Gebet, unterstützen“. Man fühlt sich im Gebet verbunden und betet insbesondere um geistlichen Nachwuchs für das Kloster. Beim „Tag der Einkehr“ wird ein enger Kontakt zwischen den Mönchen und dem Freundeskreis ermöglicht.

### Forum Abtei Marienstatt e. V.

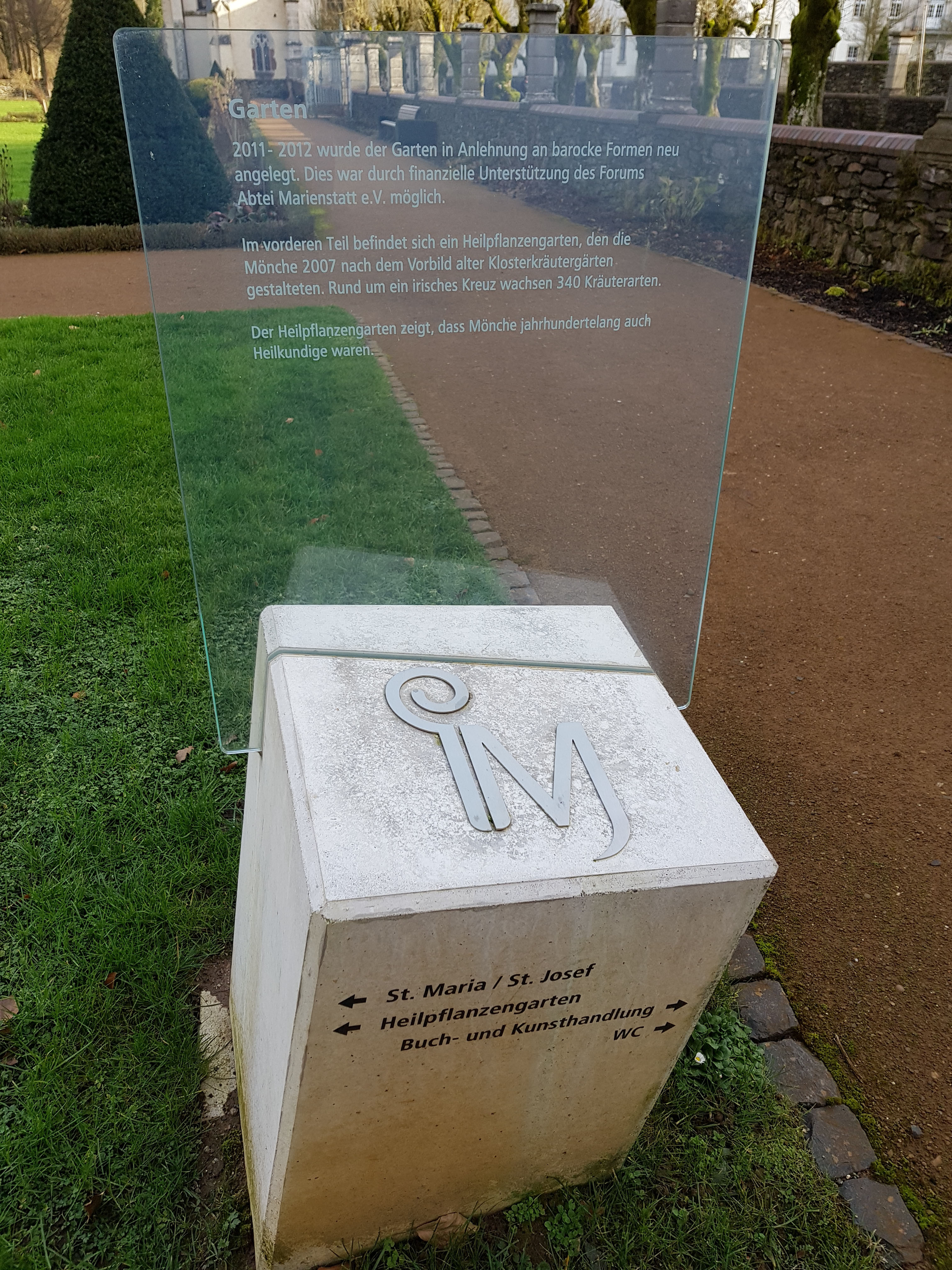
Leitsystem Marienstatt

Das Forum Abtei Marienstatt ist ein eingetragener Verein, der sich zum Ziel gesetzt hat, „den zisterziensischen Gedanken ins öffentliche Bewusstsein“ zu heben und das Kloster materiell und ideell zu unterstützen. Das erste Förderprojekt war die Erneuerung der 15 Chorfenster bei der Gesamtsanierung der Basilika. Die Fenster wurden von dem Künstler Wilhelm Buschulte aus Unna gestaltet. Dem folgte die Sanierung des Mittelrisalits an der Westseite der Abtei. Dieser aus Trachyt gefertigte barocke Bauteil in prächtiger, an Schlossbauten erinnernder Gestaltung war stark restaurierungsbedürftig. Der Garten-/Rasenbereich rechts der Basilika-Allee im Stil eines Barockgartens war der nächste Förderschwerpunkt.
Zur 800-Jahr-Feier der Abtei 2012 finanzierte das Forum das Buch Sehet, hier ist die Stätte – Geschichte der Abtei Marienstatt, das der Kölner Historiker Christian Hillen im Auftrag des Forums recherchiert und verfasste. Im Jahr 2014 wurde der Abteihof bis zur Klosterpforte renoviert. Zuletzt förderte man den Aufbau eines Informations- und Leitsystems für das Abteigelände. Manche der „Leitsteine“ sind nur beschriftet, andere haben zudem noch Informationen über den aktuellen Standort. Alle Steine ziert das ebenfalls neue „Marienstatt-Logo“: Vor dem M für Marienstatt ist ein Krummstab, also der Stab des Abtes dargestellt.
Im Jahr 2018 begann mit Mitteln des Forums die Sanierung einzelner Stationen des Großen Kreuzweges, der kurz nach dem Zweiten Weltkrieg errichtet wurde. Druck von dahinterliegendem Erdreich und Felsen sowie eindringende Feuchtigkeit hatten z. B. bei der neunten Station zu großen Rissen geführt. Im September 2018 war die Sanierung beendet. Auch der Altar von Station 12, auf dem das monumentale Kreuz steht, wurde saniert.
Im Jahr 2019 finanzierte das Forum unter anderem die Konservierung und Restaurierung von Apostelfiguren aus dem Hadamarer Barock (17. und 18. Jahrhundert) aus der Klosterbibliothek und die Bäume der Allee, die auf die Basilika zuläuft.

## Äbte
| 1. Hermann von Marienstatt, 1215 – um 1223 2. Ulrich, 1223 3. Konrad I., um 1223–1227 4. Heinrich I., 1227–1240 5. Kuno, 1240–1243 6. Petrus I., 1247–1248 7. Wilhelm I., 1248–1251 8. Johannes I., 1255–1258 9. Dietrich I., 1258–1287 10. Nikolaus, 1287–1298 11. Wigand von Greifenstein, 1299–1337 12. Dietrich II., 1337–1352 13. Albert, 1352–1365 14. Arnuf, 1365–1370 15. Dietrich III., 1371–1372 16. Johannes II., 1374–1379 17. Bernhard I. von Mudersbach, 1381–1388 18. Heinrich II. von Köln, 1391–1402 19. Dietrich IV. von Ingelbach, 1404–1409 20. Rorich Scheppler, 1409–1422 21. Wilhelm II. von Linz, 1425–1428 22. Bruno von Köln, 1428–1459 23. Gottfried I. (Godert) von Köln, 1459–1462 24. Friedrich Scharnekel, 1462–1490 25. Johannes III. von Westerburg, 1490–1514 26. Tilmann von Siegburg, 1514–1519 27. Heinrich III. von Kleberg, 1519–1542 28. Petrus II. von Wenden, 1542–1558 29. Dietrich V. Hartinroide, 1558–1559 30. Petrus III. von Köln, 1560–1563 31. Adam von Selbach, 1563–1565 32. Johannes IV. Wenden, 1565–1576 | 1. Gottfried II. von Drolshagen, 1576–1586 2. Philipp Seiler, 1586–1623 3. Adolph Stroitz, 1623–1633 4. Johannes V. Weiler, 1633–1636 5. Michael Leyendecker (Textor), 1636 6. Johannes VI. Wittig, 1636–1658; † 1667 7. Johannes VII. Kaspar Pflüger, 1658–1688 8. Benedikt Bach, 1688–1720 9. Alberich Bergh, 1720–1735; † 1736 10. Petrus IV. Emons, 1735–1751 11. Bernhard II. Colonia, 1751–1770 12. Edmund Leser, 1770–1784; † 1786 13. Joseph Frosch, 1784–1802 14. Dominikus I. Conrad, 1802–1803 (Säkularisation Marienstatts am 19. Oktober 1802); † 1819 in Koblenz-Rübenach 15. Dominikus II. Willi, 1889–1898, danach Bischof von Limburg; † 6. Januar 1913 16. Konrad II. Kolb, 1898–1918 17. Eberhard Hoffmann, 1918–1936 (* 21. Januar 1878 in Nauroth (Westerwald); musste 1936 vor den Nazis in die Schweiz flüchten und fand schließlich eine Bleibe im Benediktinerkloster Disentis, wo er am 11. April 1940 verstarb) 18. Idesbald Eicheler, 1936–1971 19. Thomas Denter, 1971–2006 20. Andreas Range, 2006–2022 - Martin Pfeiffer, 2022–2023 (Prior Administrator) - Benedikt Michels, ab 27. Juni 2023 (Prior Administrator) |

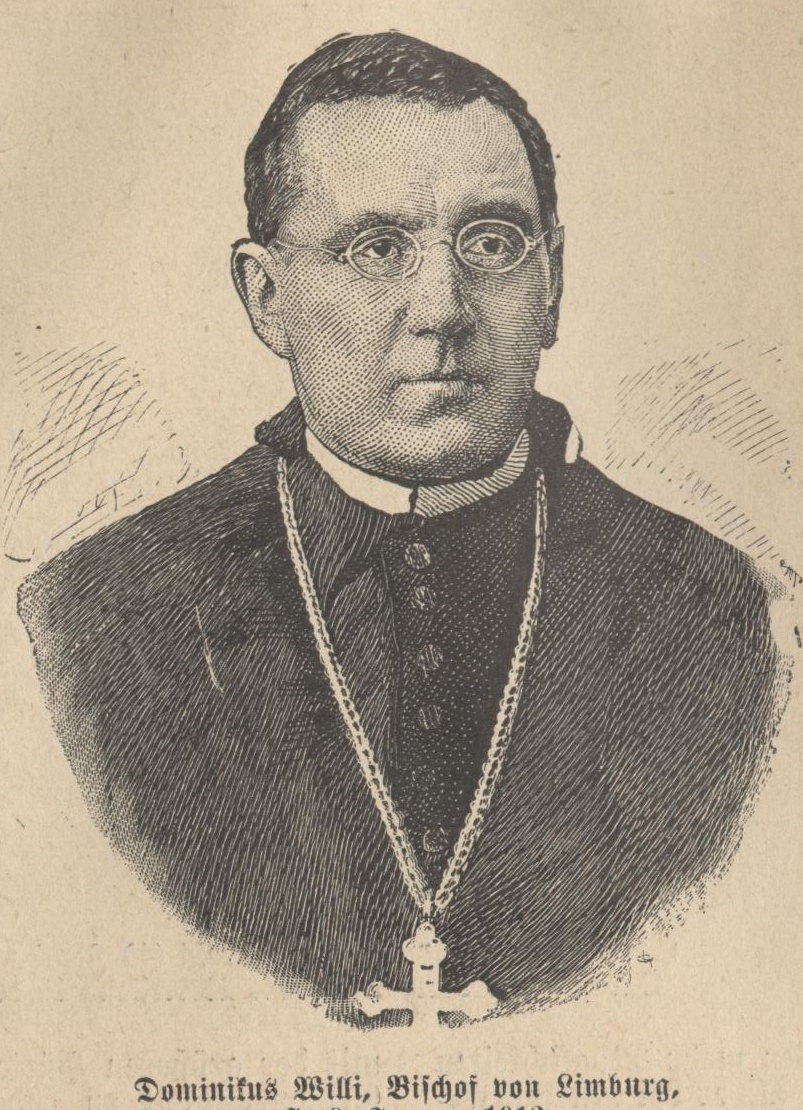
47. Abt: Bischof Dominikus Willi OCist
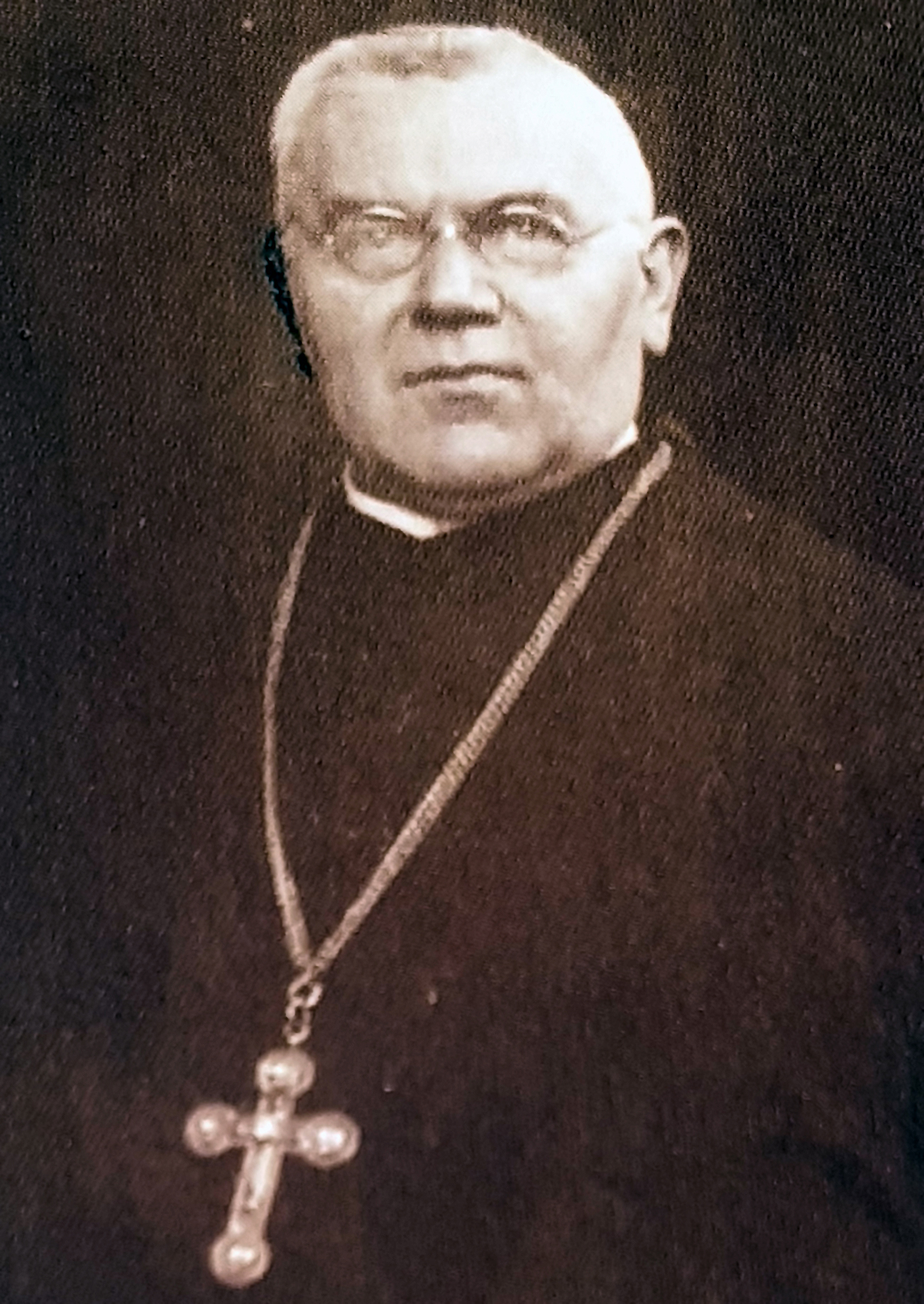
48. Abt: Konrad Kolb OCist
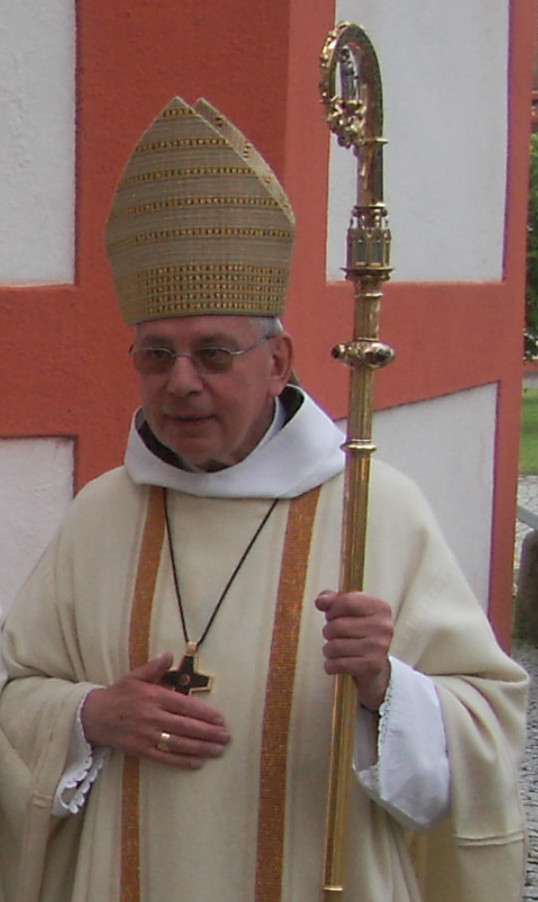
51. Abt: Thomas Denter OCist
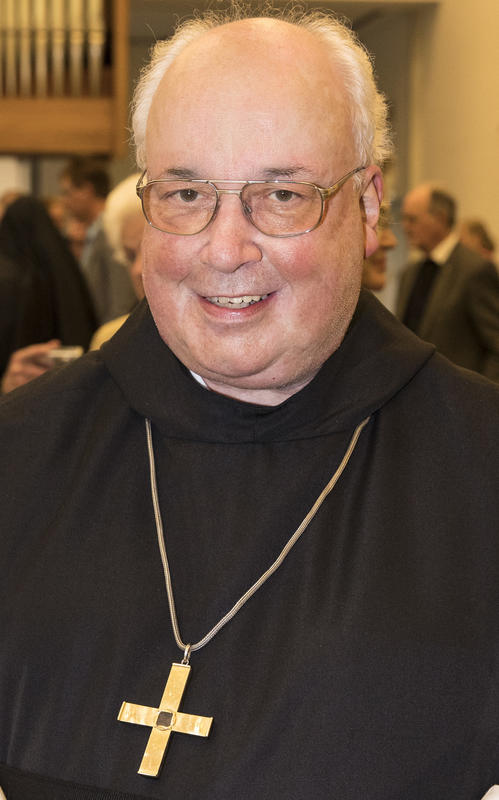
52. Abt: Andreas Range OCist

## Wirtschaft und Infrastruktur

### Umweltschutz, Stromerzeugung

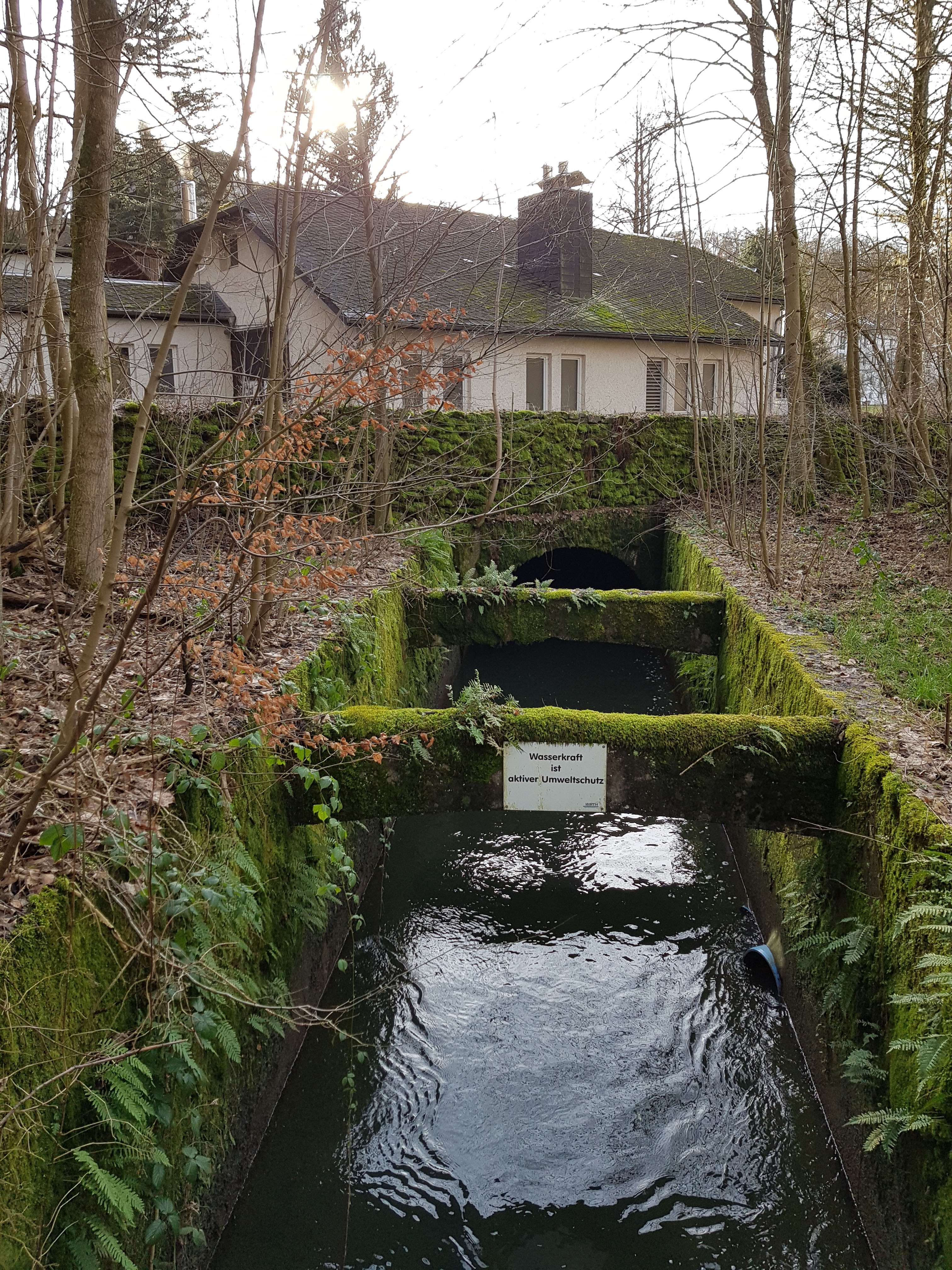
Das Turbinenhaus im nordöstlichen Teil des Klostergeländes

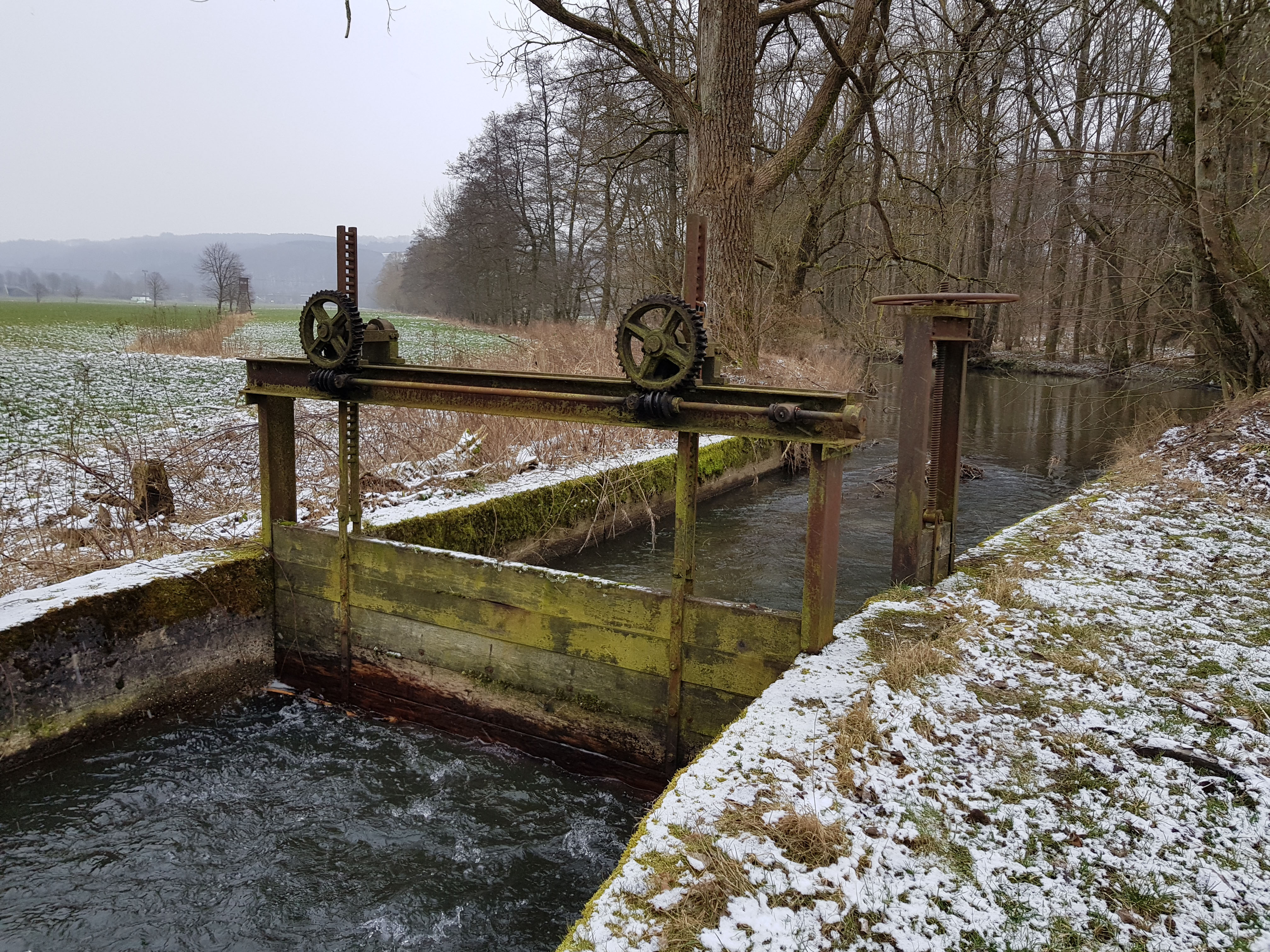
An einem Wehr wird das Wasser der Nister abgeleitet

Seit den Anfängen gelten die Zisterzienser als Vorreiter in der Land-, Forst- und Wasserwirtschaft, was sich heute noch in der Lage der Klöster widerspiegelt. Auch Marienstatt liegt an einem Fluss – der Nister. Einerseits spendete und erhielt das Wasser Leben für Menschen, Tiere und Pflanzen, andererseits ließ sich aus ihm mechanische Energie zur Erleichterung der Arbeit gewinnen. Dabei diente ein Teil des Wassers, das durch einen künstlich angelegten Graben („Mühlgraben“) ab- und umgeleitet wurde, als Kraftspender für Mühlen und Sägewerke. Das Wehr, an dem das Wasser abgeleitet wird, liegt etwa einen Kilometer südöstlich des heutigen Turbinenhauses.
Im Jahr 1888 – bei der Wiederbesiedlung nach der Säkularisation – setzten die Mönche die Mühle und den Mühlgraben wieder instand. 1914/1916 verkürzte man den Lauf des Mühlgrabens durch einen 120 Meter langen Stollen, wodurch der Wasserlauf ein höheres Gefälle erhielt. Dadurch ließ sich mehr Druck auf die Wasserradschaufeln bringen, die einen „Dynamo“ betreiben, um Gleichstrom von 110 Volt bei einem Leistungsvermögen von 6 bis 8 kW zu erzeugen. Im Dezember 1956 ging die Anlage mit einer Jahresleistung von durchschnittlich 400.000 kWh Leistung in Betrieb. 1962 wurde das Marienstatter Tal an das öffentliche Stromnetz angeschlossen. Dadurch konnte man Überproduktionen in das öffentliche Stromnetz speisen und Energie bei Unterversorgung durch das eigene Kleinkraftwerk entnehmen. 2000 wurde auf dem Dach des „Turbinenhauses“ eine Photovoltaikanlage installiert, die – trotz der schattigen Tallage – 3.000 kWh Elektroenergie im Jahr produziert. 2002 wurden Turbine und Generator durch eine mit moderner Technologie ausgestattete Anlage ersetzt, sodass jährlich 500.000 kWh erzeugt werden können. Von der „Energiezentrale“ im Turbinenhaus wird so das gesamte Klostertal mit Strom versorgt – der gesamte Klosterkomplex einschließlich Gymnasium und Kirche. Dies gilt auch für die Beheizung der Räume, die mittels Tauschern und Wärmepumpen dem Nisterwasser Wärme entzogen und auf entsprechende Temperatur zur Erwärmung des Heizwassers gebracht werden. 2004 wurde auf dem Dach der Schülerbibliothek eine thermische Solaranlage installiert, die jährlich etwa 40.000 kWh Wärmeenergie zur Aufheizung des Brauchwassers erbringt.
Trotz der modernen Anlagen ist vor allem im Winter eine Zuspeisung von Gas-Energie nötig. Die Abgase werden abgekühlt und die zurückgewonnene Wärme wird dann wieder in den Heizungsvorgang zurückgeführt. So werden 55 Prozent der benötigten Energie im Tal aus alternativen bzw. regenerativen Energien erzeugt und 45 Prozent aus dem Brennstoff Gas. Die Entlastung von CO2-Ausstoß beträgt hier etwa 1.200 Tonnen, zusammen mit der Elektroenergieerzeugung schont die Abtei Marienstatt also die Umwelt um etwa 1.700 Tonnen CO2-Emissionen.

### Wasserrecht
Der Abtei Marienstatt wurde im Jahr 1956 das „alte bereits durch das Preußische Wassergesetz aufrecht erhaltenen Wasserrechts an der großen Nister, dessen Inhalt eine Stauableit- und Einleitgerechtigkeit ist“, wieder bestätigt. Das bedeutet: „Sie haben kraft des alten aufrecht erhaltenen Rechts die Befugnis, die Stauanlage so zu unterhalten, dass das gesamte Wasser der großen Nister für Ihre Kraftanlage zur Verfügung steht“(Rechtsgutachten vom 21. April 1978). Obwohl das Wasserrecht eine „Totalentnahme“ erlaubt, kommt es darauf an, dass der Weiterfluss der Nister mit so viel Wasser versorgt ist, dass dort auch bei Trockenheit die Fische leben bzw. überleben können.
Dementsprechend wurde die Stauhöhe des Wehres so festgelegt, dass sie den Durch- bzw. Abfluss einer Mindestwassermenge von 125 l/s garantiert; ebenso wurde eine Fischtreppe angebracht. Diese Regelungen geschahen in Absprache mit der unteren Wasserbehörde.

### Verkehr
Marienstatt besaß einen gleichnamigen Haltepunkt an der Oberwesterwaldbahn, den inzwischen Züge ohne Halt durchfahren. Die nächste Anschlussmöglichkeit an den SPNV besteht am ca. 2,4 km Fußweg von der Abtei entfernt liegenden Bahnhaltepunkt Hattert an der Oberwesterwaldbahn, die von Zügen der Linie „Westerwald-Sieg-Bahn“ (RB 90, Limburg(Lahn)–Diez Ost–Westerburg–Nistertal-Bad Marienberg–Hachenburg–Altenkirchen–Au (Sieg)–Betzdorf(Sieg)–Siegen) nach dem Rheinland-Pfalz-Takt täglich im Stundentakt befahren wird.
Die Entfernung zum Bahnhof Hachenburg beträgt ca. 4,5 km. Den Nahverkehrsanschluss sichert die Buslinie 270 ab Hachenburg (Bahnhof) oder dem Bahnhof Betzdorf (Sieg).
Ebenso verkehrt eine Regionalbuslinie von Westerwaldbus von Hachenburg nach Streithausen und Marienstatt.
Im Bundesstraßennetz befindet sich Marienstatt etwa zwei Kilometer nördlich der Einmündung von B 413 in die B 414. Ein großer Parkplatz liegt etwa 300 Meter westlich der Basilika an der Nister. Man gelangt über die alte Nisterbrücke auf das Klostergelände.

### Tourismus

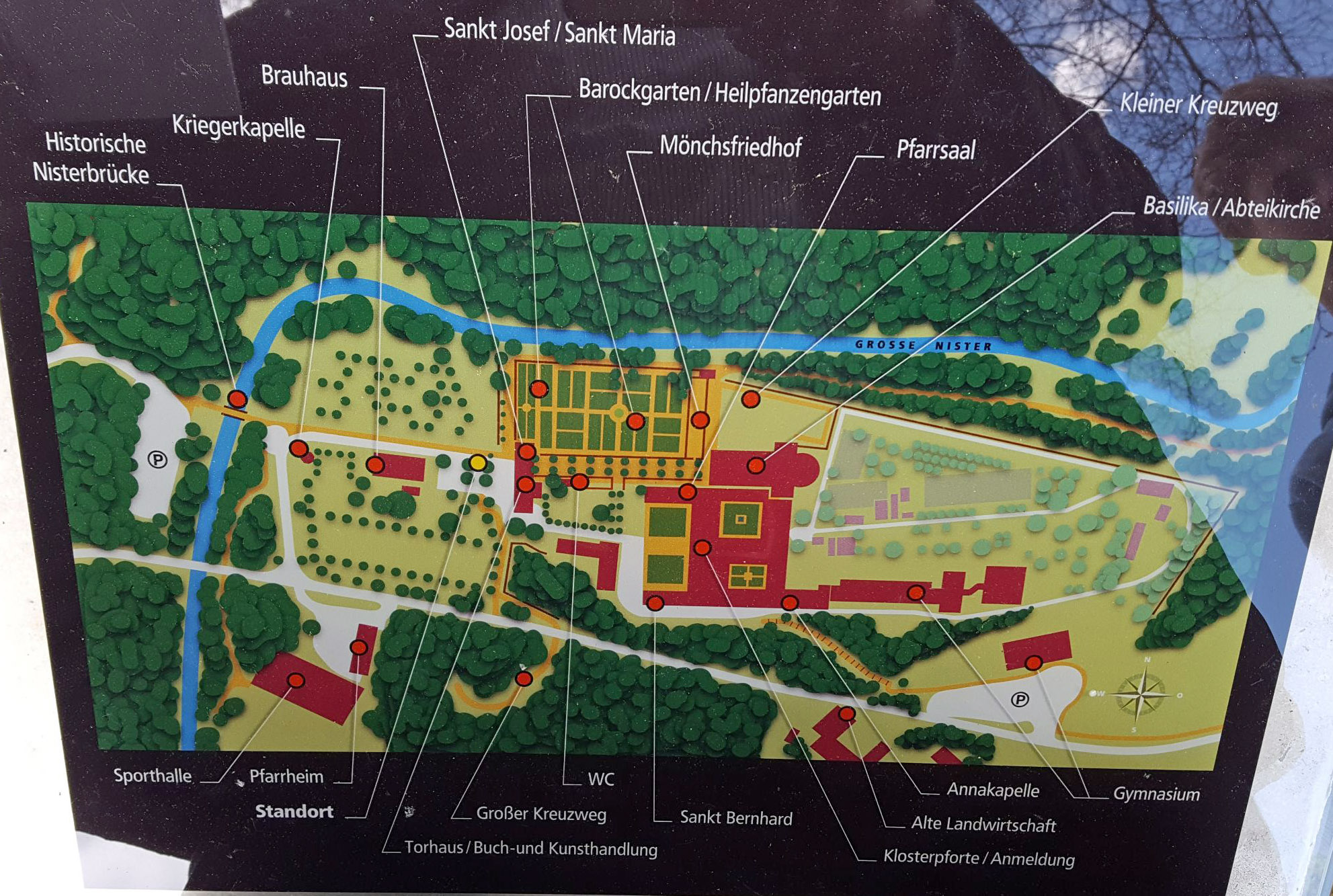
Übersichtsplan Marienstatt

Durch die Basilika mit der „Schmerzhaften Muttergottes“, durch Wallfahrten und zahlreiche Tagestouristen ist Marienstatt einer der Touristen-Hotspots des Westerwalds.
Im Klosterladen werden zahlreiche christliche Bücher, aber auch Erzeugnisse der Marienstatter Mönche oder anderer Klöster angeboten.

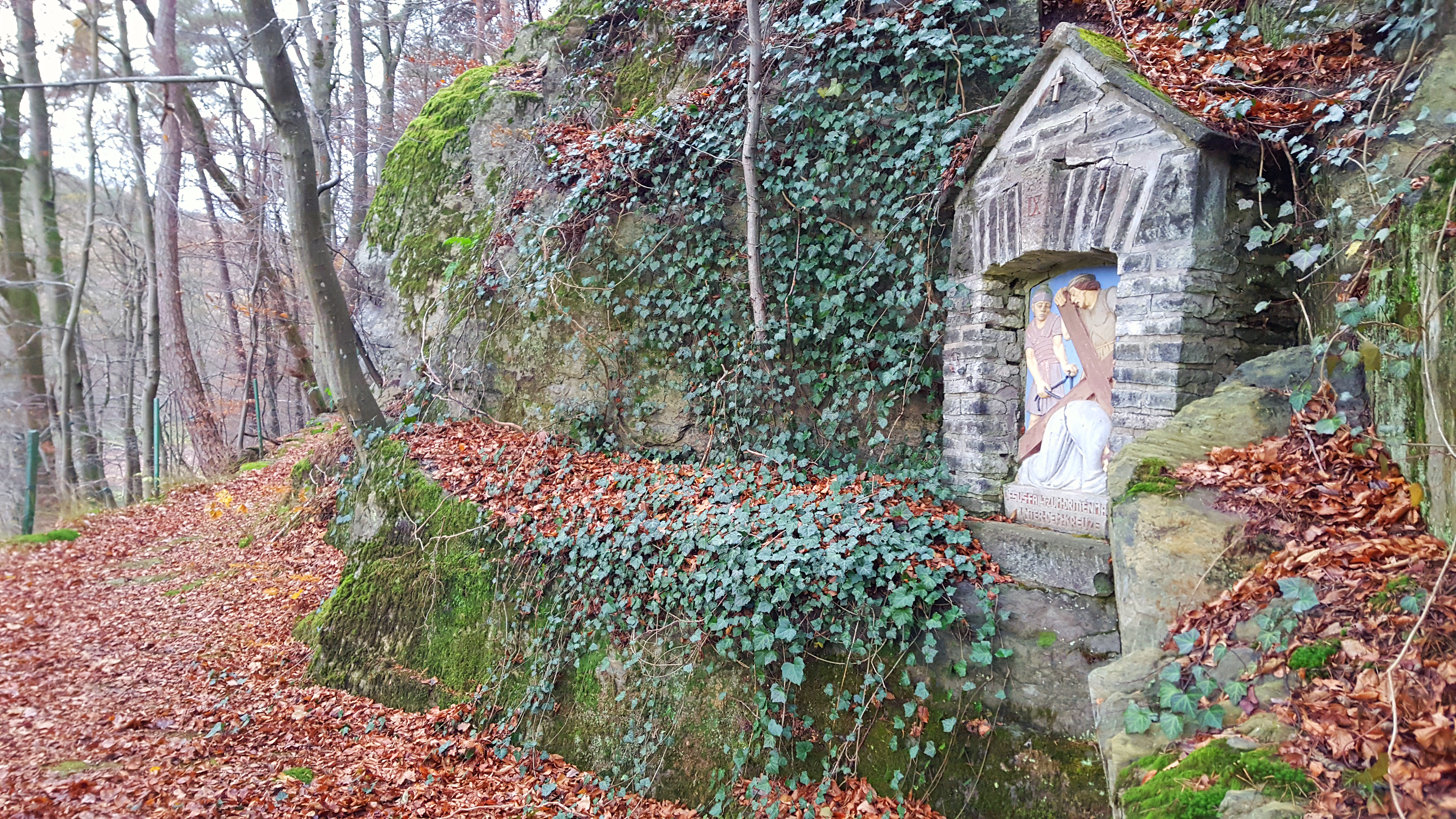
Kreuzweg oberhalb Marienstatts

Südlich des Klosters (oberhalb der Kreisstraße 21) befindet sich ein sehenswerter Kreuzweg.
Auf dem Gelände der Abtei bzw. in fußläufiger Nähe liegen rund 20 Geocaches. Die große Mehrheit der Caches wurde durch die Geocaching-Arbeitsgemeinschaft des Gymnasiums gelegt.

### Wandern
Das Kloster liegt in der Kroppacher Schweiz. Von hier starten einige Wanderungen, so z. B. der 1,8 Kilometer lange „Kloster-Spaziergang“, der entlang der Nister und den Fundamenten der Burg Vroneck führt und auf einigen Schildern auf Besonderheiten der Westerwälder Natur hinweist (z. B. Auwald) oder der „Marienwanderweg“ von Marienstatt nach Marienthal (ca. 20,2 km).
Zahlreiche Fernwanderwege gehen über das Klostergelände:
- Druidensteig, 85 km
- Westerwald-Steig, 235 Kilometer
- Kölner Weg des Westerwaldvereins, 252 Kilometer (Köln/Königsforst – Wahlscheid – Winterscheid – Herchen/Sieg – Kloster Marienthal – Hachenburg – Bad Marienberg – Dreifelden – Dierdorf – Neustadt/Wied – Königswinter/Rhein).[16]
- Hauptwanderweg I des Westerwaldvereins, 121 Kilometer (Königswinter – Ruine Kloster Heisterbach – Kölsch-Büllesbach – Kloster Marienthal – Hachenburg – Bad Marienberg – Fuchskaute – Breitscheid – Herborn) führt über das Gelände.[17]

Aus der Kombination verschiedener Fernwanderwege lassen sich eigene Tages-Rundwege um das Kloster individuell zusammenstellen.

### Übernachtungsmöglichkeiten
Die Abtei verfügt über eine Reihe von Übernachtungsmöglichkeiten: So gibt es drei Ferienwohnungen für jeweils 4, 6 und 10 Personen. Zimmer mit Dusche und WC gibt es im Torhaus und Abteigebäude. 59 Betten (einfache Ein- oder Doppelzimmer) gibt es im Großen Gästehaus (mit Duschen und Toiletten auf den Etagen; pro Etage ein Aufenthalts-/ Tagungsraum und eine Teeküche). Zudem verfügt die Abtei über Apartments für 2 Personen (Wohn-, Schlafzimmer, Dusche und WC), einem Meditationsraum und die Abtskapelle als Raum des Gebets. Das Angebot wird abgerundet durch 6 Tagungs-/Seminarräume für 20 bis 200 Personen.

### Bier aus Marienstatt

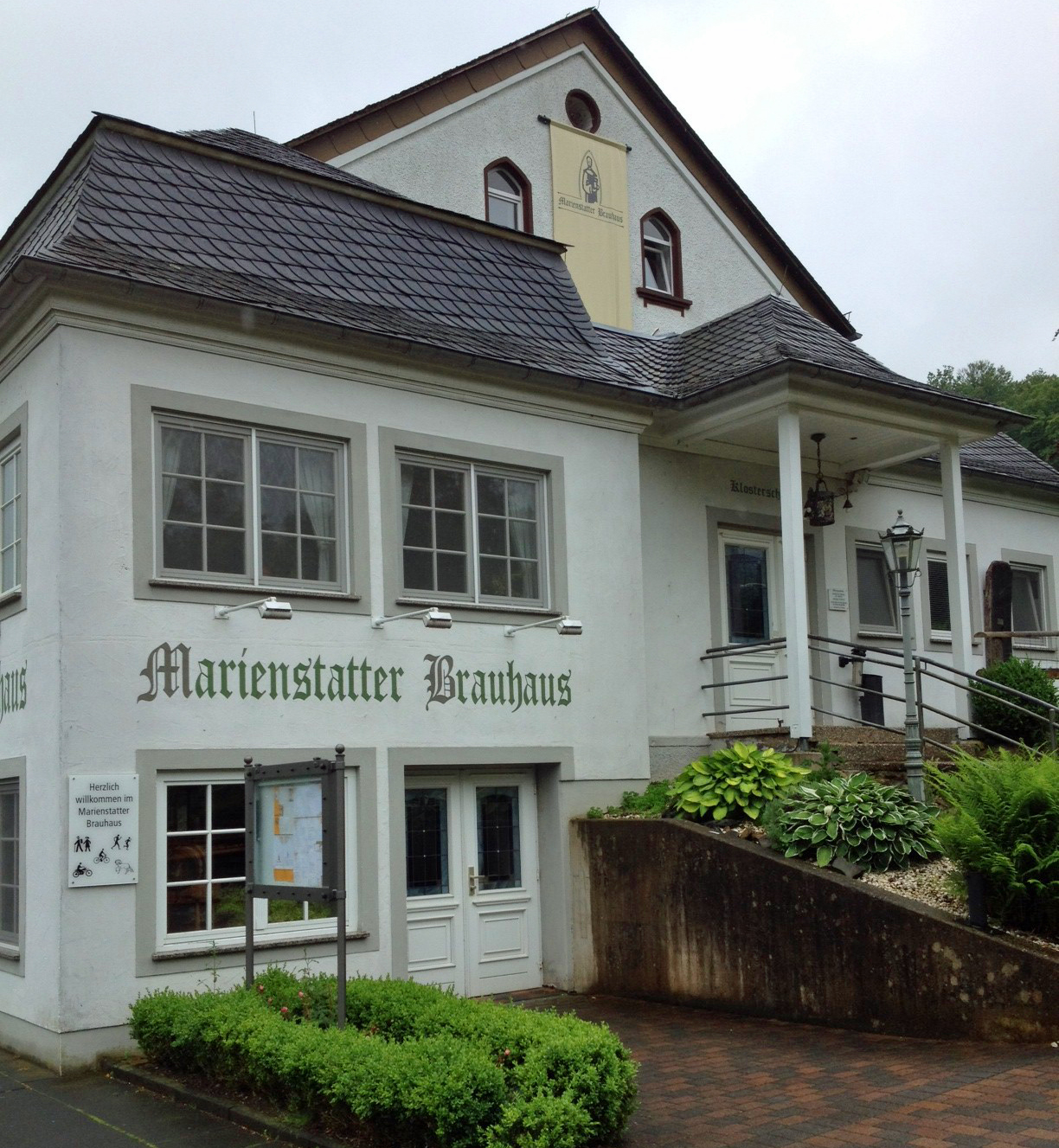
Brauhaus der Abtei Marienstatt

Die Brautradition geht in Marienstatt schon auf die Zeit vor 1457 zurück: In besagtem Jahr kann nachgewiesen werden, dass zum Inventar des Klosterhofes in Gehlert ein Braukessel gehörte. Aus dem Jahr 1493 weiß man, dass das Gesinde des Klosters in der Fastenzeit ein halbes Ohm Gesindebier erhielt, den Mönchen wurde 1578 neben Wein auch Bier gereicht. Elf Jahre später ist belegt, dass Frater Johannes Bierbrauer, Hofherr in Metternich, auf dem Klosterhof Bier braute. Um 1700 ließ Abt Benedikt Bach (1688–1720) ein neues Brau- und Backhaus bauen. Am 28. Oktober 1898 erteilte der Kreisausschuss des Oberwesterwaldkreises Abt Konrad Kolb (1898–1918) die Erlaubnis, in Räumen der Abtei Marienstatt eine Gastwirtschaft zu betreiben. Ein Jahr später (am 27. Februar 1899) wurde eine Brauerei in Marienstatt errichtet. Am 14. Mai 1899 konnten die Mönche berichten: „Prima vice bibimus novam cerevisiam in nostro monasterio factam“. Im Februar 1908 mussten die Mönche die Bierproduktion wegen ihrer Unwirtschaftlichkeit einstellen – die Gerätschaften der Brauerei wurden verkauft. Es dauerte fast ein Jahrhundert, bis wieder Bier in Marienstatt gebraut wurde: Am 1. Mai 2004 wurde im neu umgebauten Marienstatter Brauhaus das erste Fass angestochen. Gebraut wird ein untergäriges, naturtrübes Landbier mit einem hohen Anteil (55 %) an dunklem Malz bei einem Stammwürzegehalt von 12,7–13 % und einem Alkoholgehalt von 5,5 %. Heute befindet sich die Brauerei im Keller, ein Speiselokal im Obergeschoss.

## Sonstiges

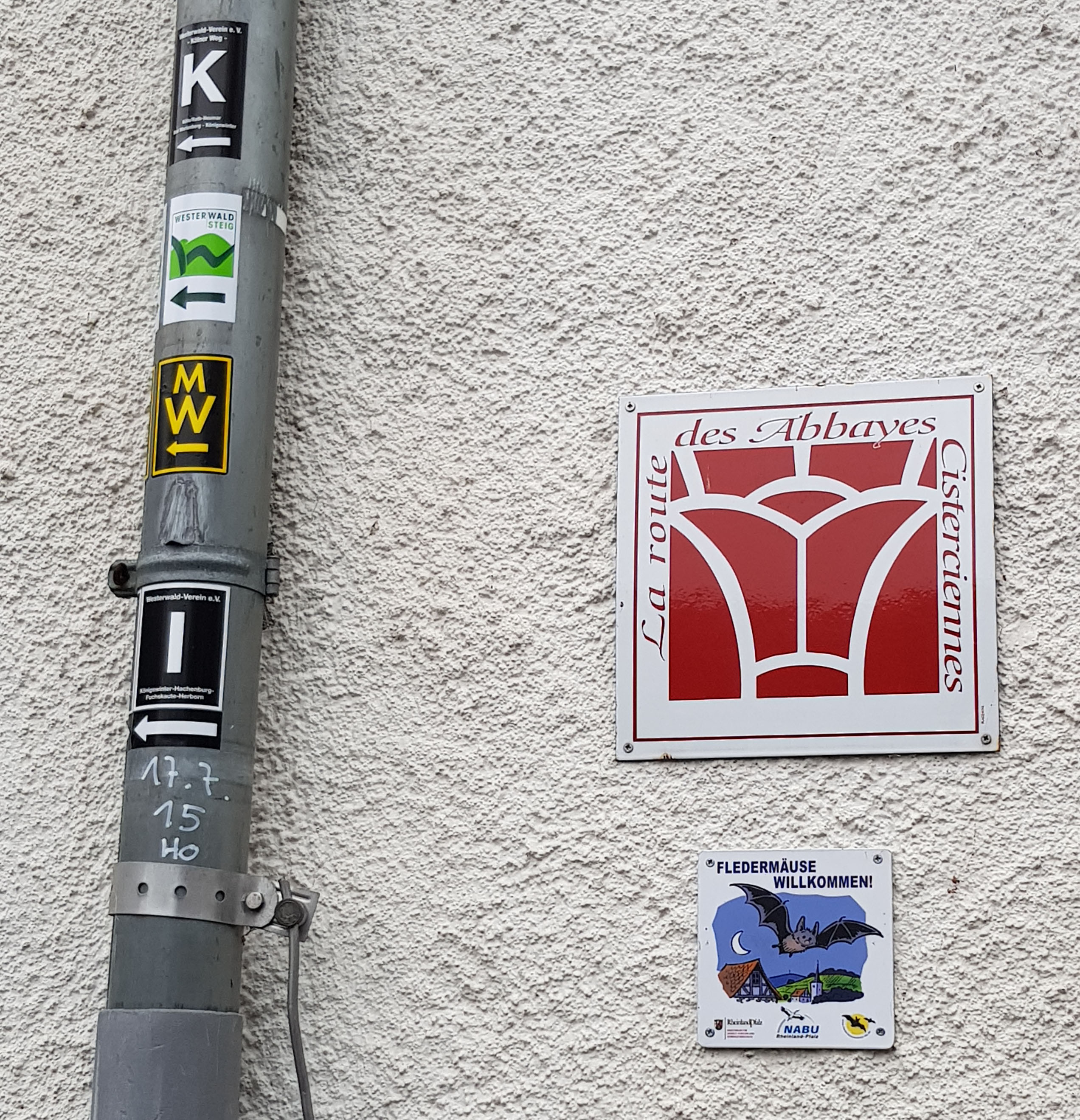
Am Pfortenhaus: „Route européenne des abbayes cisterciennes“, „Fledermäuse Willkommen“ (NABU) und die Wandermarkierungen (von oben nach unten): K des Westerwaldvereins (Kölner Weg, 252,3 km), [Westerwald-Steig], Marienwanderweg (20,2 km von Marienstatt nach Marienthal), I des Westerwaldvereins (121,6 km von Königswinter nach Herborn)

Das Kloster nahm an der Klosterstudie teil.

### Fledermäuse willkommen
Im Klosterspeicher lebt die einzige in Rheinland-Pfalz nachgewiesene Kolonie der Großen Mausohr-Fledermäuse, in der Jungtiere zur Welt kommen. Entdeckt wurde die Population 1999. Im Juni 2002 wurden 603 Exemplare – darunter 200 Junge – gezählt. Bis zum Jahr 2014 wuchs die Population auf 1300 Tiere an. Ebenfalls 2014 wurde den Marienstatter Mönchen die Aktionsplakette „Fledermäuse willkommen“ vom Naturschutzbund (NABU) Rheinland-Pfalz e. V. verliehen.

### Route européenne des abbayes cisterciennes
Die Abtei Marienstatt ist Mitglied bei „Route européenne des abbayes cisterciennes“. Die Gesellschaft „Europäische Charta der Zisterzienserabteien und –stätten“ wurde 1993 offiziell von einigen Abteien gegründet: „Diese sahen die Notwendigkeit, ein Netzwerk aufzubauen und so die legitime Verantwortung zu übernehmen, das materielle und immaterielle Kulturerbe der Zisterzienser zu erhalten und in Wert zu setzen. Die Gesellschaft handelt in voller Unabhängigkeit und ohne jedwede religiöse oder politische Bindung“. Man ist bemüht, das kulturelle Erbe der Zisterzienser zu bewahren, indem z. B. historische und archäologische Forschungen unterstützt und gefördert werden.

## Filme
- Virtueller Rundflug über das Abtei-Gelände, auf Homepage der Abtei
- Ort der Stille: Abtei Marienstatt, auf YouTube
- Interview mit Abt Andreas Range, auf YouTube
- Expedition in die Heimat: Abtei Marienstatt, auf YouTube
- Marienstatt und die Orgel, auf YouTube
- Handwerkskammer Koblenz: Bierbrauen im Kloster, auf YouTube
- Abtei Marienstatt – im Westerwald nahe Hachenburg, auf YouTube
- Abtei Marienstatt, auf YouTube